# Poznań

Logo

Poznań (pron. [ˈpɔznaɲ]; in tedesco Posen; in yiddish פּויזן‎?, Poyzn o פּוזנאַ, Puzna; in latino e talvolta in italiano Posnania) è una città sul fiume Warta, nella parte occidentale della Polonia, con una popolazione di 536 818 abitanti nel 2024 e una superficie di 261,85 km² (compresa la Warta). Poznań è la quinta città più grande della Polonia, ed è un importante centro culturale, economico, industriale e universitario. Inoltre, è un importante punto di transito sulla strada tra Berlino e Varsavia.
Una città con oltre mille anni di storia, ricca di patrimonio e architettura. L'ex capitale medievale della Polonia, in seguito la città regia del Regno di Polonia ed una delle principali città polacche dal X secolo ad oggi.
Poznań ha ospitato la quattordicesima Conferenza sui cambiamenti climatici (COP14) delle Nazioni Unite nel dicembre del 2008.

## Geografia e clima

### Geografia fisica
Poznań è situata nel centro-ovest della Polonia, sul medio corso del fiume Warta dal quale è attraversata. Attorno alla città sono presenti numerosi laghi di varie dimensioni: il più grande è il lago Kierskie, che si trova a ovest della città. Il paesaggio caratteristico di Poznań è costituito dalla pianura creata dall'erosione del fiume Warta.

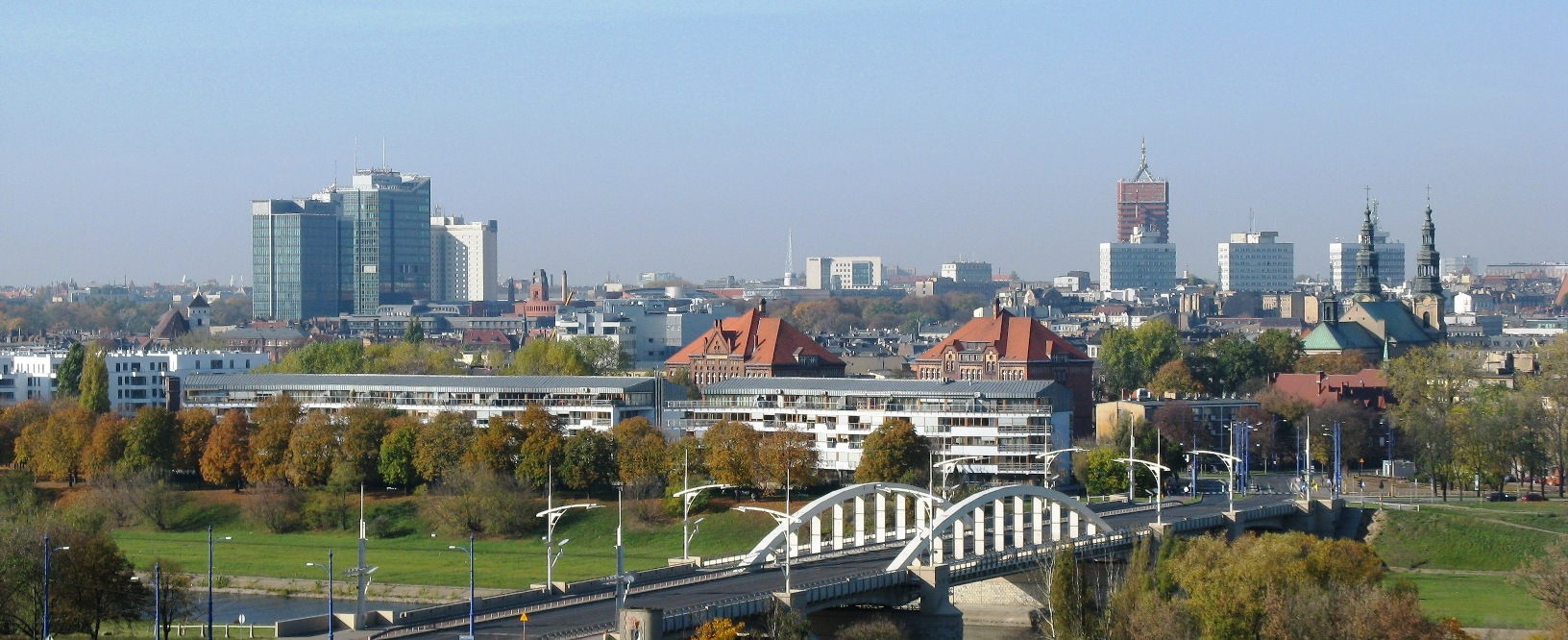
Centro di Poznań

La città è circondata da numerose aree verdi, costituite principalmente da boschi. A sud della città vi si trova la area naturale protetta (Riserva Nazionale della Grande Polonia).

### Clima
Poznań gode di un clima continentale umido, con inverni relativamente freddi ed estati piuttosto calde. In inverno le nevicate sono molto abbondanti, e le temperature possono scendere fino a −15 °C. Invece in estate le temperature possono raggiungere i 30 / 35 °C. La piovosità annua è inferiore a 500 mm, tra le più basse in Polonia. Il mese più piovoso è luglio, soprattutto a causa di intensi temporali. Il numero delle ore solari è tra i più alti del paese.
Tabella temperature e precipitazioni: Medie mensili
| Poznań              | Mesi | Mesi | Mesi | Mesi | Mesi | Mesi | Mesi | Mesi | Mesi | Mesi | Mesi | Mesi | Stagioni | Stagioni | Stagioni | Stagioni | Anno  |
| Poznań              | Gen  | Feb  | Mar  | Apr  | Mag  | Giu  | Lug  | Ago  | Set  | Ott  | Nov  | Dic  | Inv      | Pri      | Est      | Aut      | Anno  |
| ------------------- | ---- | ---- | ---- | ---- | ---- | ---- | ---- | ---- | ---- | ---- | ---- | ---- | -------- | -------- | -------- | -------- | ----- |
| T. max. media (°C)  | 1,5  | 2,9  | 7,6  | 13,3 | 19,3 | 21,8 | 23,7 | 23,7 | 18,3 | 12,8 | 6,1  | 2,8  | 2,4      | 13,4     | 23,1     | 12,4     | 12,8  |
| T. min. media (°C)  | −3,6 | −3,1 | −0,2 | 2,9  | 7,8  | 10,9 | 12,7 | 12,3 | 8,9  | 4,9  | 0,9  | −1,9 | −2,9     | 3,5      | 12,0     | 4,9      | 4,4   |
| Precipitazioni (mm) | 29,4 | 22,9 | 33,0 | 31,3 | 47,1 | 61,9 | 76,0 | 55,4 | 43,6 | 35,0 | 32,8 | 38,9 | 91,2     | 111,4    | 193,3    | 111,4    | 507,3 |
| Giorni di pioggia   | 16   | 13   | 14   | 11   | 12   | 13   | 13   | 12   | 12   | 12   | 15   | 17   | 46       | 37       | 38       | 39       | 160   |

## Etimologia

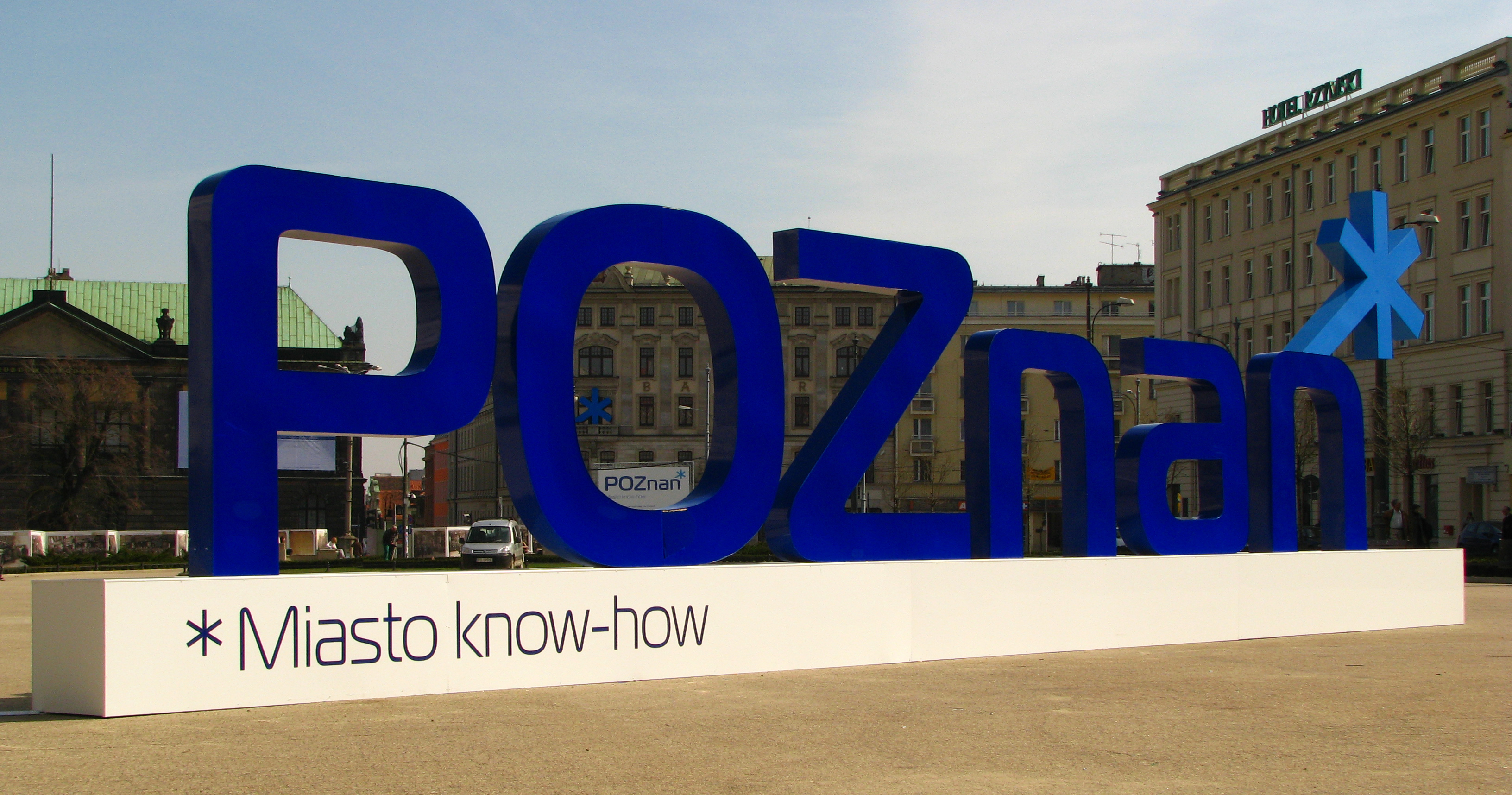
Logo della città

Il nome Poznań molto probabilmente deriva direttamente dal verbo polacco poznać, che significa "conoscere" o "riconoscere", è può semplicemente significare "città conosciuta".
La città di Poznań fu menzionata per la prima volta nelle cronache di Thietmar, nel 970 con la frase: Posnaniensis Episcopus (Vescovo di Poznań), e in urbe Posnani (dalla città di Poznań nel 1005). Il nome della città nei documenti ufficiali in latino era Posnania nel 1236 o Poznania nel 1247.
La denominazione ufficiale Poznań compare solo nel 1146 e nel 1244, con il nome completo Miasto Stołeczne Poznań (Città capitale di Poznań). Poznań è nota anche come Posen in tedesco e con il nome yiddish פּויזן, (Poyzn). Invece la versione russa del nome, Познань (Poznan'), è di genere femminile, in contrasto con il nome polacco, che è maschile.

## Storia

### Età antica
Le prime tracce delle popolazioni nell'odierna zona di Poznań risalgono al periodo intorno all'8000 a.C.: si trattava dei cacciatori nomadi di renne. Invece i primi insediamenti permanenti risalgono al primo millennio a.C. Circa nel 2000 a.C. su queste terre arrivarono le prime popolazioni indoeuropee. Mentre nel V secolo vi si insediarono le popolazioni slave, nell'VIII secolo, venne edificato il primo insediamento nella zona dell'attuale cattedrale, che divenne il nucleo centrale della città di Poznań.

### Età medievale

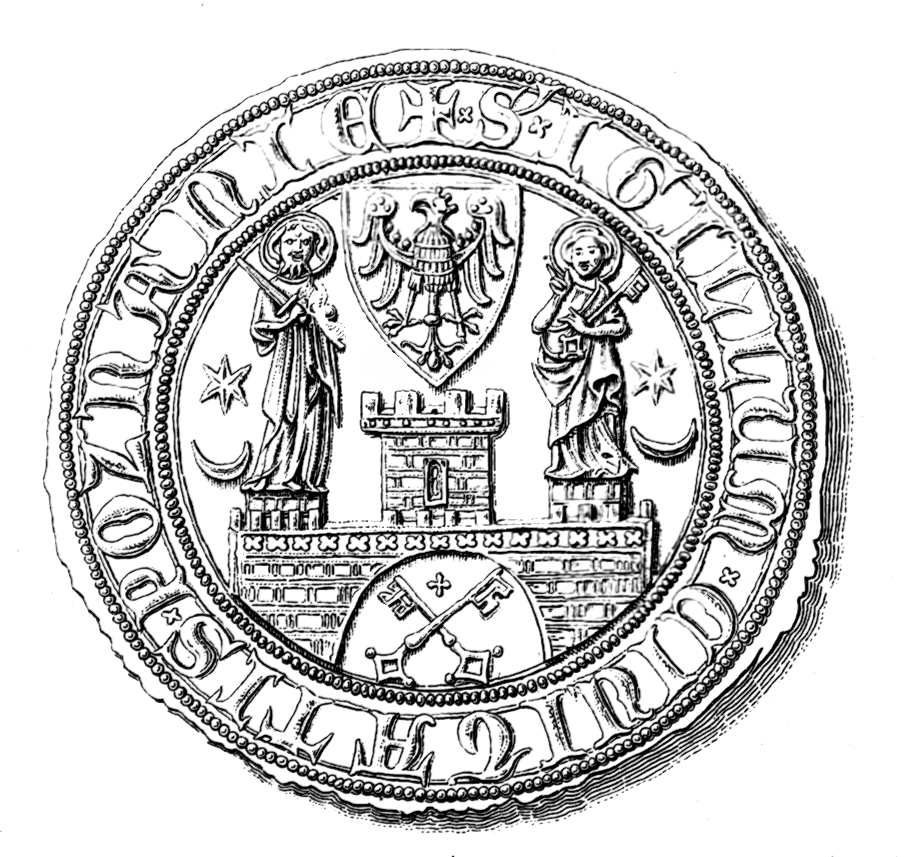
Stemma di Poznań del XIV secolo

Nel X secolo la zona passò sotto il dominio dei Piast, i quali vi edificarono la loro roccaforte. Originariamente la città era situata sulla sponda destra del fiume Warta, dove si trovavano un tempio pagano e il castello dei Piast.
Poznań è stato un importante centro culturale e politico delle tribù dei Polani. Miecislao I, il primo sovrano del regno polacco storicamente documentato, si ipotizza che fu battezzato a Poznań nel 966; il battesimo fu visto come un momento decisivo nella creazione del regno polacco.
Nel 968 fu edificata la Cattedrale di Poznań che divenne il luogo di sepoltura dei primi monarchi polacchi, come Miecislao I, Boleslao I, Miecislao II, Casimiro I, e, più tardi, di Przemysł I e Przemysł II.
Nel 992 Jordan, il primo vescovo missionario polacco, stabilì la propria sede nella città. Poznań ha ricoperto la funzione di capitale fino al 1038, quando, insieme ad altre città della Slesia, Bretislao I la saccheggiò e la distrusse.
Anche se la città perse il suo significato politico, rimaneva ancora un fiorente centro economico. Durante il periodo della frammentazione del Regno di Polonia, la città fu divisa dal regno. Nel 1253 i principi della dinastia dei Piast, ordinarono con la legge Magdeburg, che la città dovesse espandersi sulla sponda sinistra della Warta, dove tutt'oggi vi è ubicata. Il re polacco Przemysł II, che fu il primo sovrano dopo 200 anni ad essere incoronato a Gniezno, scelse come propria sede Poznań, e il castello dei duchi. Dopo la sua tragica morte nel 1296 lo sviluppo della città si arrestò.
Nel 1386 iniziò l'età d'oro di Poznań, incominciata con la dinastia degli Jagelloni, dopo l'ascesa al trono di Ladislao II e con la seguente riunificazione nella Confederazione polacco-lituana, grazie all'apertura della tratta commerciale che collegava la Lituania con l'Europa occidentale. Poznań divenne il nodo cruciale delle rotte commerciali di tutta la Polonia, che tuttavia fu ostacolato da incendi e inondazioni.

### Età moderna
Nel 1518 il vescovo Jan Lubrański fondò l'Accademia Lubrański, il primo collegio universitario di Poznań.
Poznań aveva il diritto di partecipare all'elezione del re di Polonia come una delle dieci città più importanti del Regno di Polonia (come Cracovia, Varsavia, Danzica, Lublino o Leopoli).
Nel 1655, il periodo fiorente della città fu interrotto dal cosiddetto "Diluvio" svedese. Dopo il Diluvio la città cercò di risollevarsi ma fu arrestata da una serie di conflitti che la devastarono. Tra il 1700 e il 1721, Poznań fu coinvolta nella Grande guerra del Nord e nella Guerra di successione polacca. Invece tra il 1756 e il 1763, fu nuovamente coinvolta in un altro conflitto, la Guerra dei sette anni e successivamente nel 1768 nella Confederazione di Bar.
Con l'elezione di Stanislao II Augusto Poniatowski, la città sperò in un periodo di pace, ma durante l'inizio del suo regno dovette combattere contro l'esercito prussiano, e l'esercito russo, che lasciarono la città solo nel 1775.
Nel 1793 dopo la seconda spartizione della Polonia la città cadde sotto il dominio della Prussia.

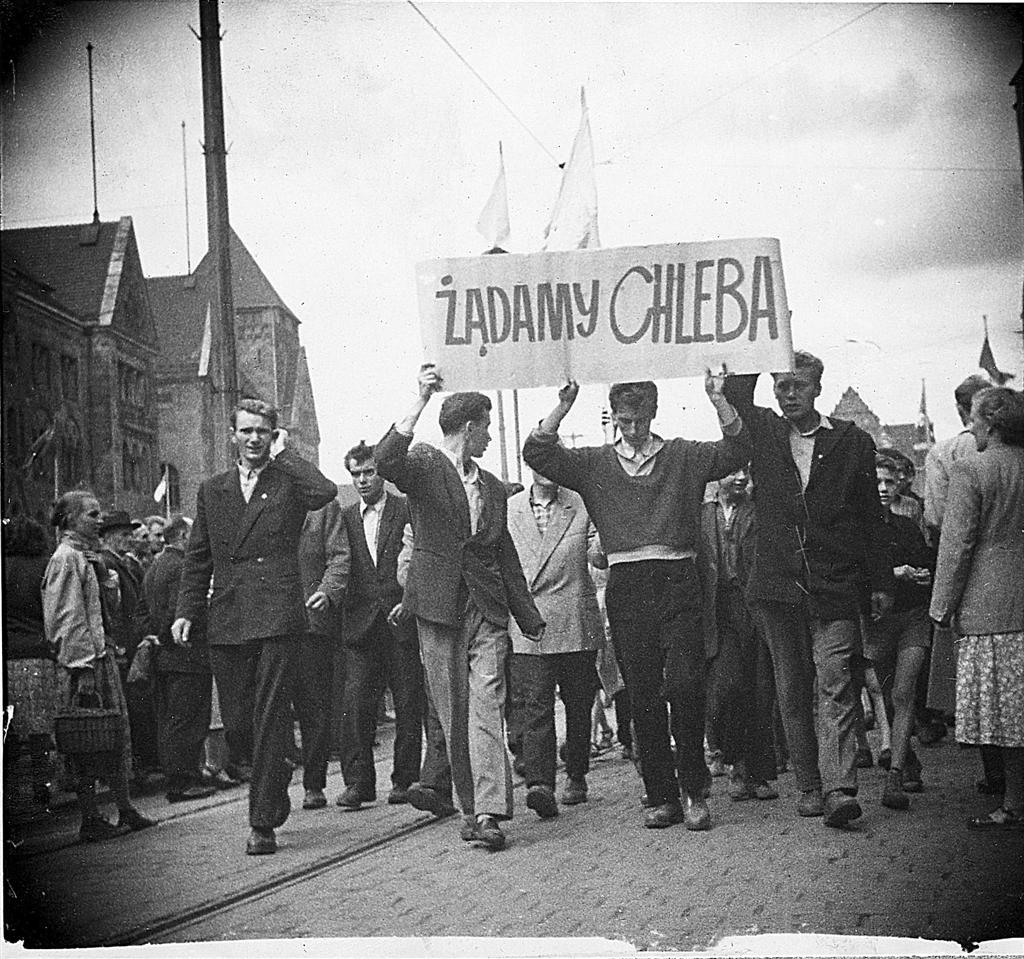
Protesta durante la Rivolta di Poznań

### Età contemporanea
Dopo la rivolta di Poznań nel 1806 e la sconfitta della Prussia, la città venne annessa al Ducato di Varsavia. Ma le guerre napoleoniche in corso bloccarono lo sviluppo della città. Nel 1815, dopo la sconfitta di Napoleone, la città ricadde, di nuovo sotto il dominio della Prussia. Poznań, divenne la capitale della regione autonoma del Granducato di Poznań. I tedeschi costituivano il 38% della popolazione cittadina nel 1867. Dal 1870 al 1918 la città fece parte dell'Impero Tedesco.
Dopo la prima guerra mondiale e successiva Sollevazione della Grande Polonia (1918-1919), Poznań ritornò sotto il controllo polacco ed entrò a far parte della Polonia. La popolazione tedesca fu costretta ad accettare la cittadinanza polacca o a lasciare il Paese; come conseguenza, la popolazione tedesca di Poznań decrebbe dai 65.321 del 1910 ai 5.980 del 1926 fino ad appena i 4.387 del 1934.
Durante la seconda guerra mondiale Poznań divenne parte delle Aree polacche annesse alla Germania nazista, diventando così il capoluogo della regione del Wartheland (la regione del Warta). Dalla città furono deportati in massa al Governatorato Generale, ebrei e polacchi. Entro la fine del 1939, furono deportate circa 87 883 persone, e nel 1940 le deportazioni raggiunsero 250 000 persone. Nel 1941 iniziarono le deportazioni in massa degli ebrei dalla regione del Warta nei 200 ghetti in tutto il Governatorato Generale. Parallelamente, molti tedeschi e Volksdeutsche si insediarono in città e la comunità tedesca passò dalle circa 5 000 persone del 1939 (circa il 2% degli abitanti) ai circa 95.000 del 1944. La popolazione ebraica della città pre-guerra, circa 2.000 persone, venne quasi totalmente sterminata nell'Olocausto.
Nel giugno 1956 gli operai della città insorsero contro il regime comunista, in quella che divenne celebre con il nome di Rivolta di Poznań.
Nel 2008 ha ospitato la XIV Conferenza della Convenzione quadro delle Nazioni Unite sui cambiamenti climatici (COP14).

## Monumenti e luoghi d'interesse

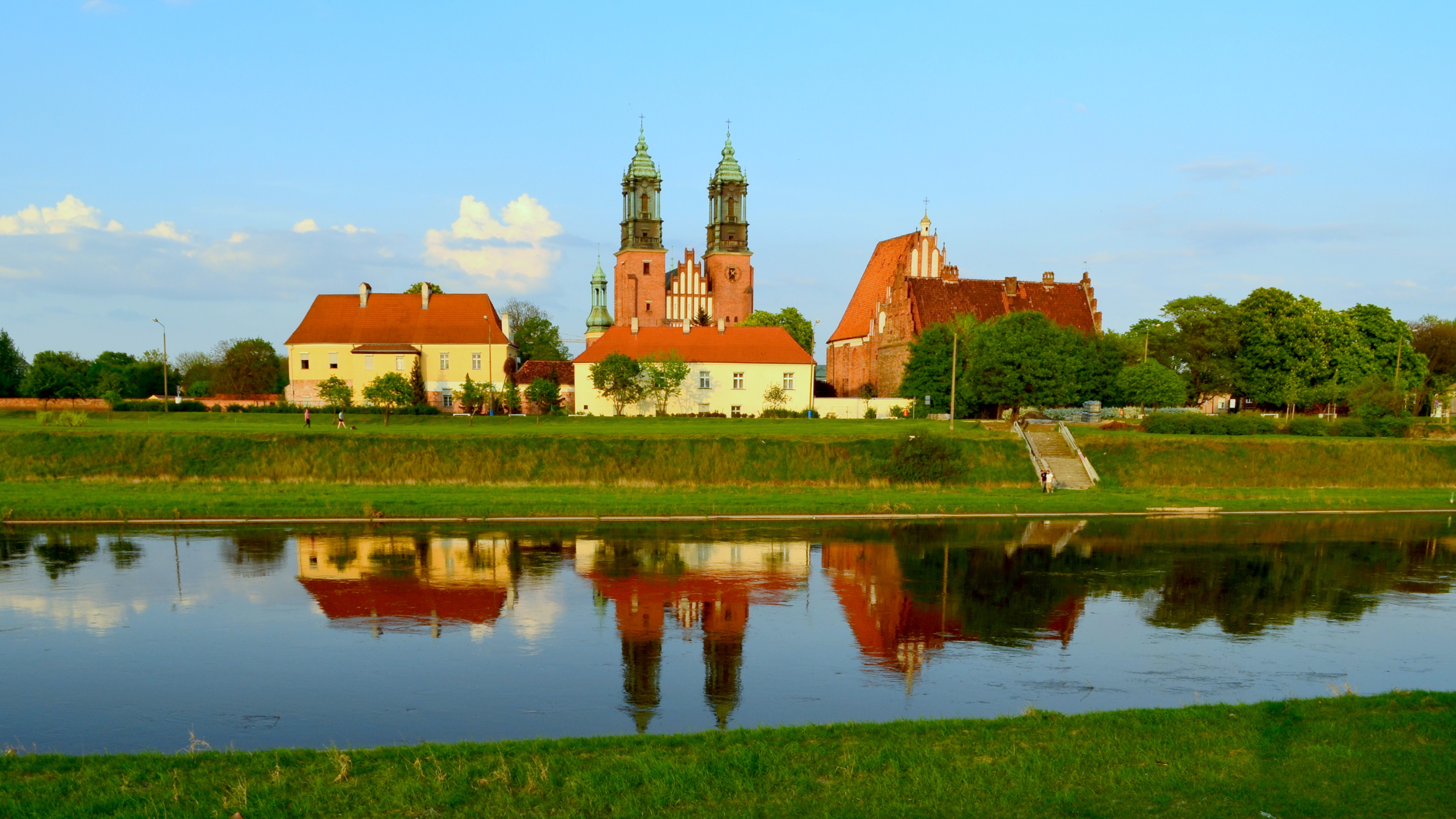
Veduta dell'Ostrów Tumski

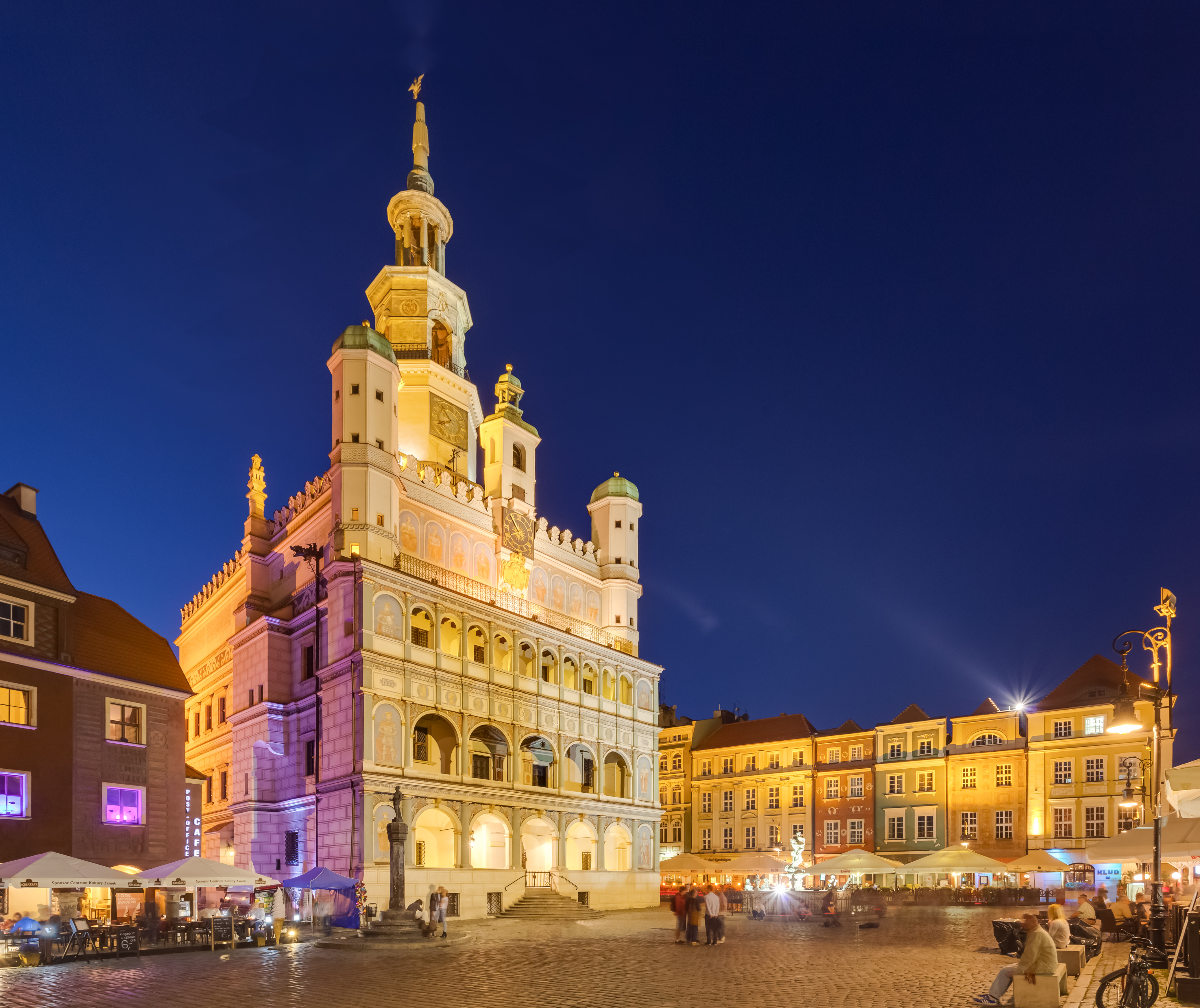
La Piazza del Mercato Vecchio col Municipio di Poznań

La città di Poznań possiede numerosi monumenti, in gran parte sono situati nei quartieri della Città Vecchia e Nuova Città. Gli edifici storici sono principalmente in stile gotico, rinascimentale, neoclassico e liberty. Nella Città Vecchia (Stare Miasto) di particolare interesse è il centro storico, con la piazza del mercato vecchio e le numerose palazzine medievali. Inoltre a Poznań si trova la Cattedrale di San Pietro e San Paolo, che è la più antica chiesa della Polonia, e il castello imperiale costruito da Guglielmo II. Ciò che rende però la città più conosciuta e attira migliaia di persone è la Fiera internazionale di Poznań (Międzynarodowe Targi Poznańskie).
Monumenti e attrazioni turistiche:

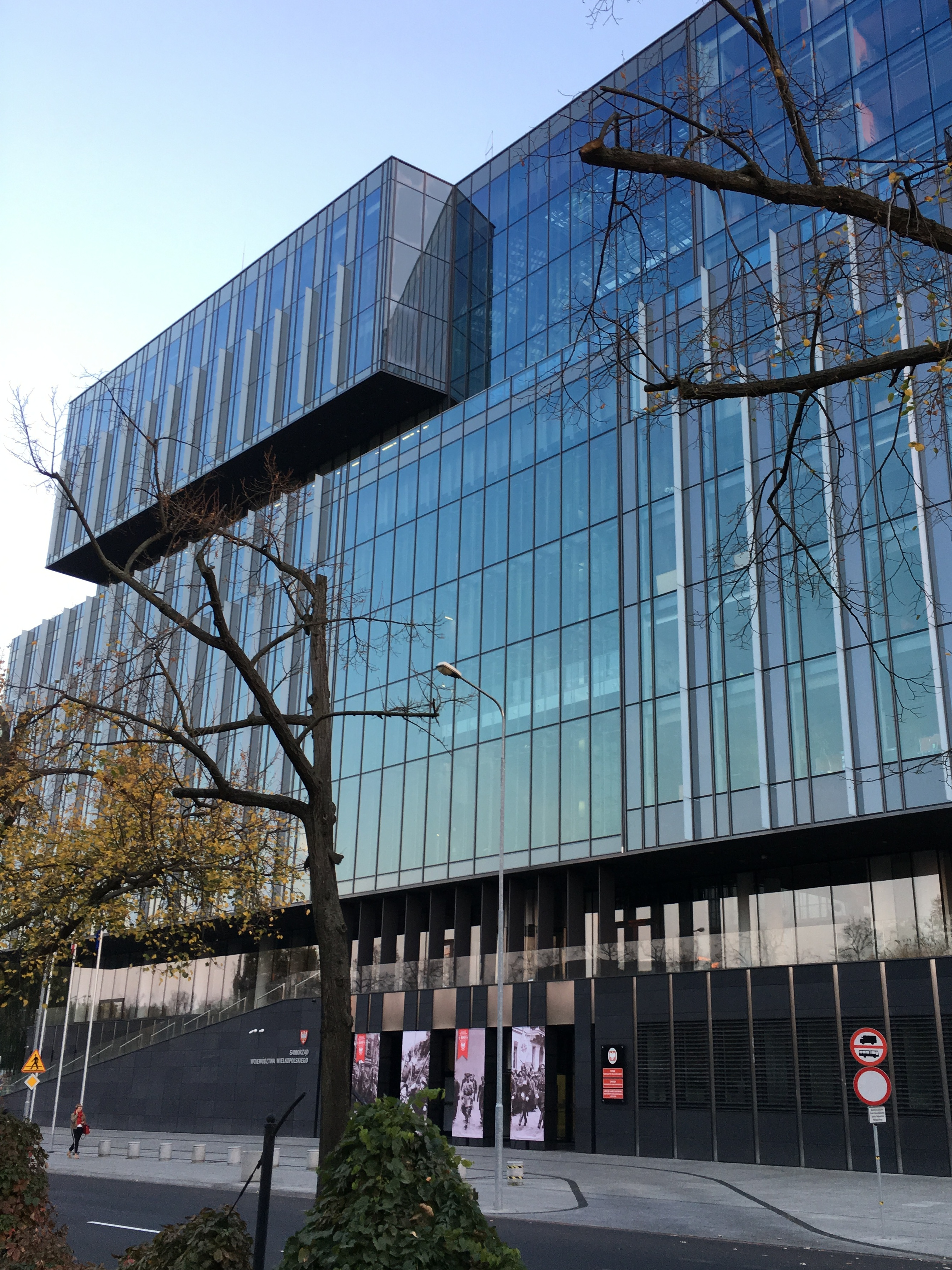
L'Ufficio di presidenza del Voivodato della Grande Polonia

- Piazza del Mercato Vecchio, Stary Rynek, è il centro della città, tutta chiuse da antiche case e dominata dal celebre Municipio.
- Municipio di Poznań. Simbolo della città, è un capolavoro del Rinascimento in Polonia. Venne costruito dal luganese Quadro, fra il 1550 e il 1560.
- Cattedrale di San Pietro e San Paolo - Cappella d'oro (Isola Ostrów Tumski). La cattedrale, nello stile del gotico baltico, venne eretta su edifici precedenti, a partire dal 1347. Più volte danneggiata e modificata, venne ricostruita dopo la guerra utilizzato le parti originali medievali superstiti.
- Chiesa di Santa Maria (Isola Ostrów Tumski), 1431-44.
- Castello imperiale di Poznań
- Castello reale di Poznań
- Bilancia municipale
- Armeria
- Quattro fontane (Proserpina, Marte, Nettuno e Apollo)
- Mura della città
- Chiesa dei Domenicani
- Accademia di Lubrański (Isola Ostrów Tumski)
- Collegium Minus
- Chiesa di Santa Caterina
- Chiesa del Sacro Sangue di Gesù
- Collegiata Fara
- Chiesa dei Francescani
- Chiesa di Santa Margherita

## Istituzioni, enti e associazioni

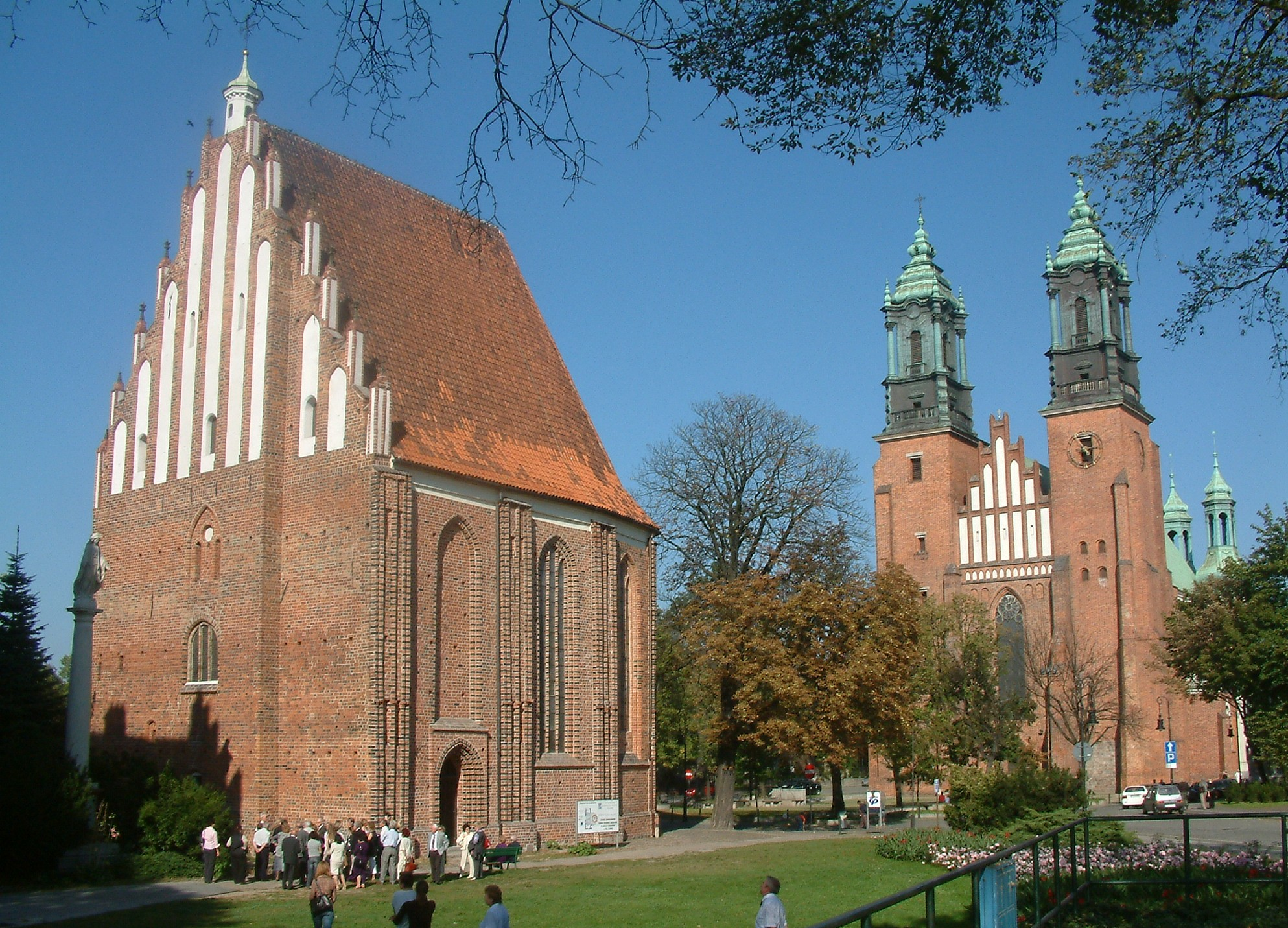
La Chiesa di Santa Maria e Cattedrale dei Santi Pietro e Paolo

Poznań è il capoluogo del Voivodato della Grande Polonia, quindi molte agenzie vitali del governo locale e statale hanno i loro uffici centrali in questa città. Inoltre a Poznań, ci sono 20 consolati.
Le principali istituzioni presenti a Poznań sono:
- Ufficio Amministrativo Distrettuale
- Governo Distrettuale
- Alta Corte Amministrativa
- Tribunale Distrettuale
- Corte d'Appello

La città è un membro dell'Unione delle metropoli polacche.

## Geografia antropica

### Suddivisioni amministrative
Vecchia divisione amministrativa

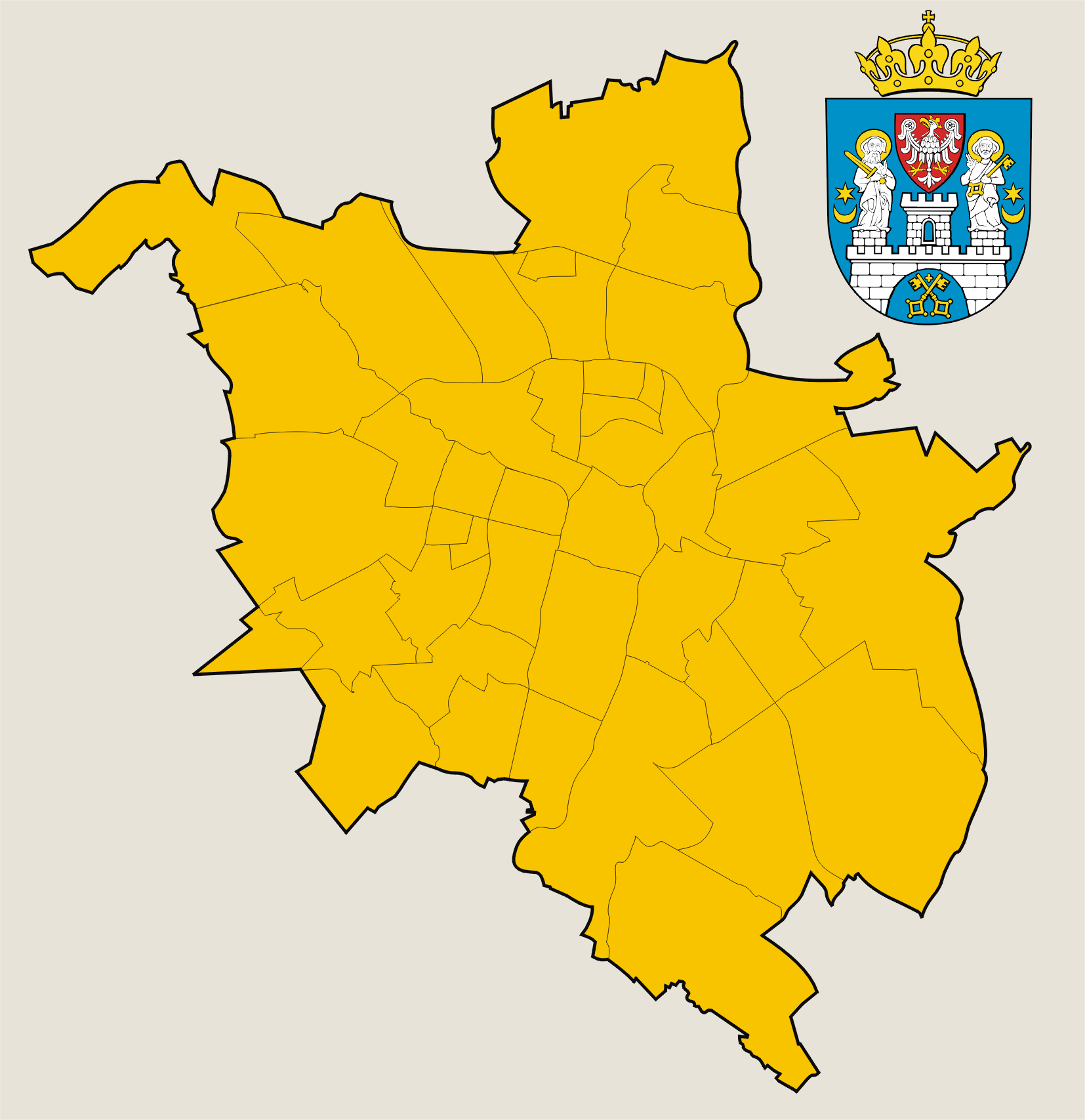
Nuova divisione amministrativa in 42 quartieri di Poznań

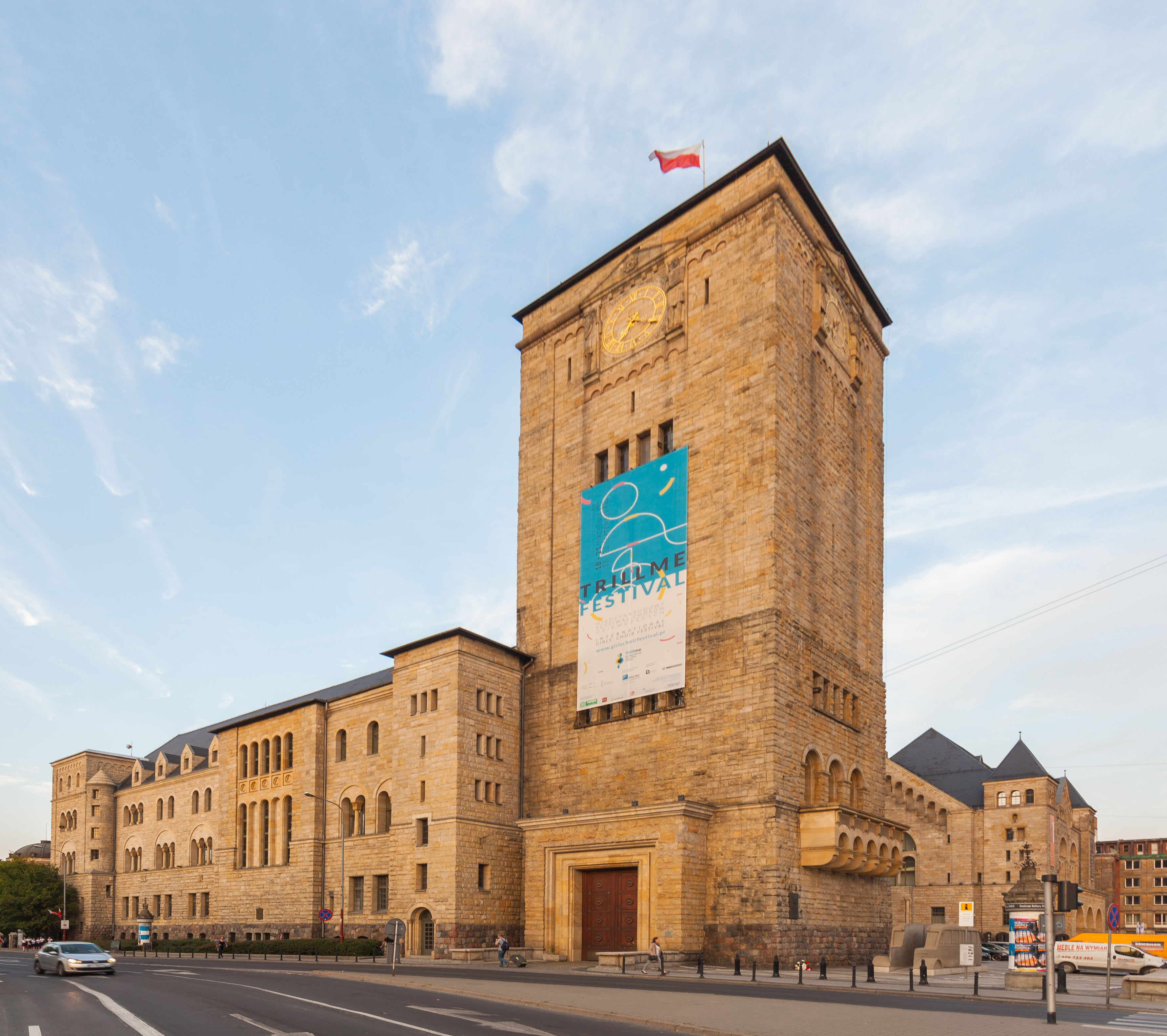
Castello Imperiale

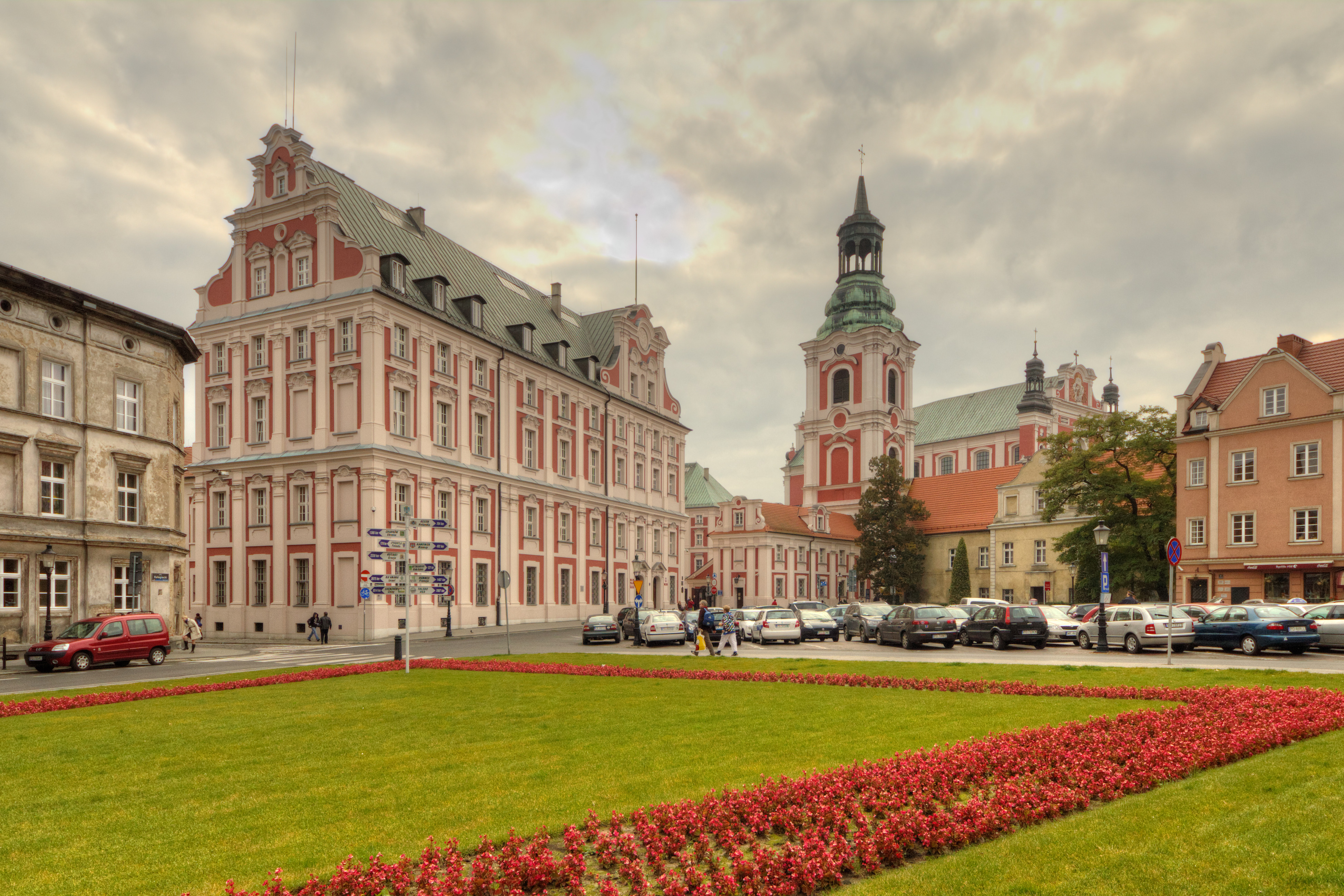
Ex Collegium Jezuickie

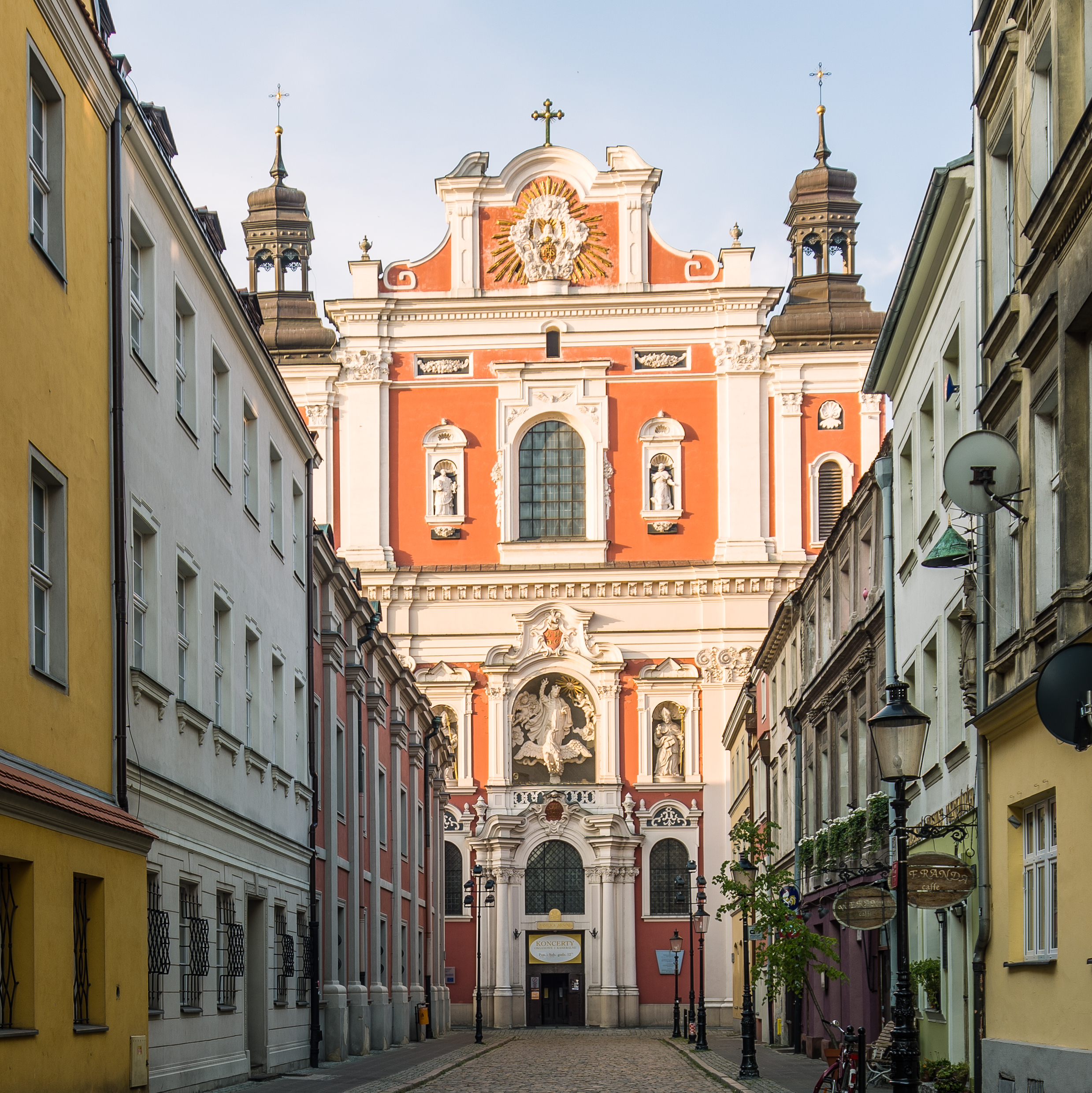
Collegiata Fara

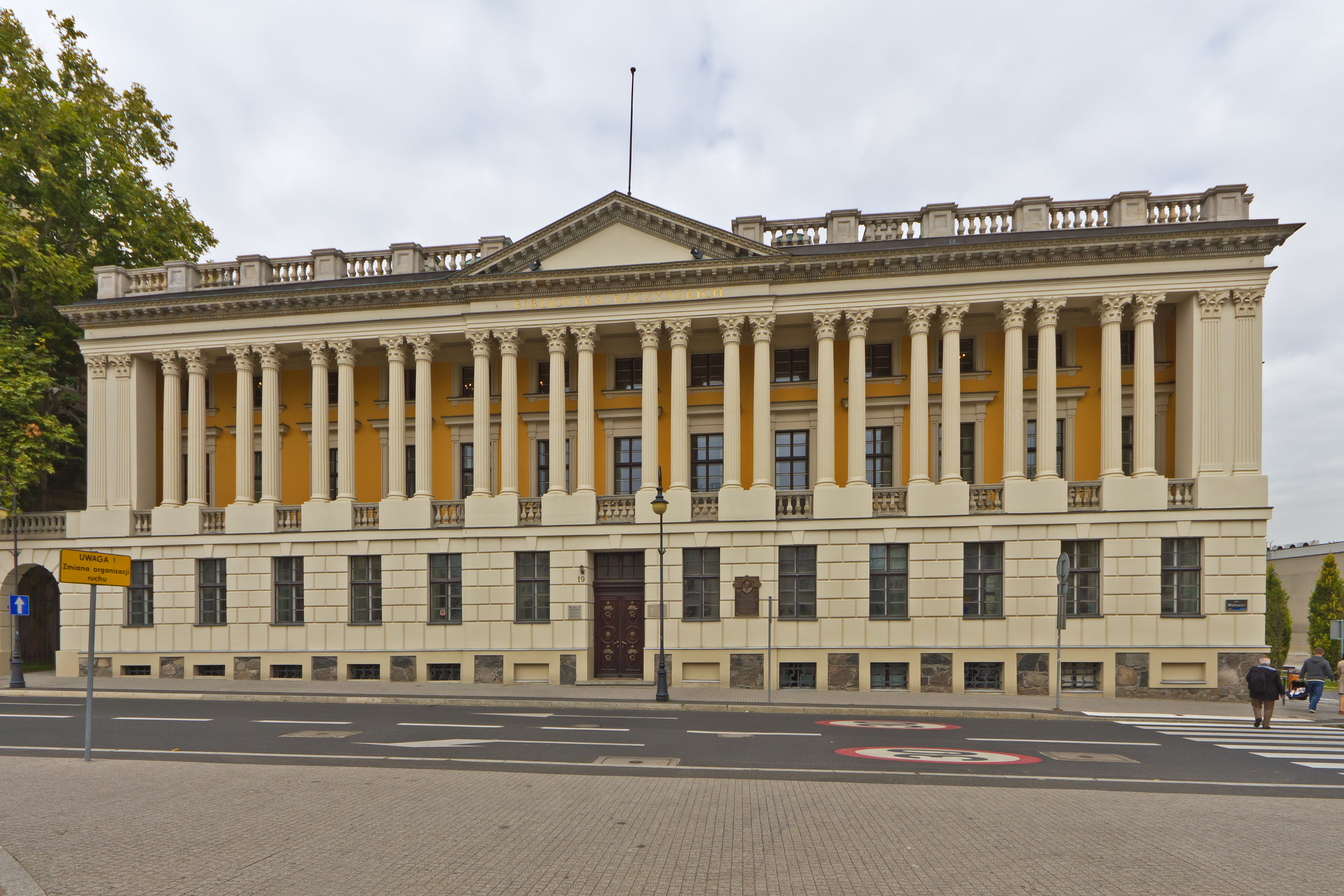
Biblioteca Raczyńskich

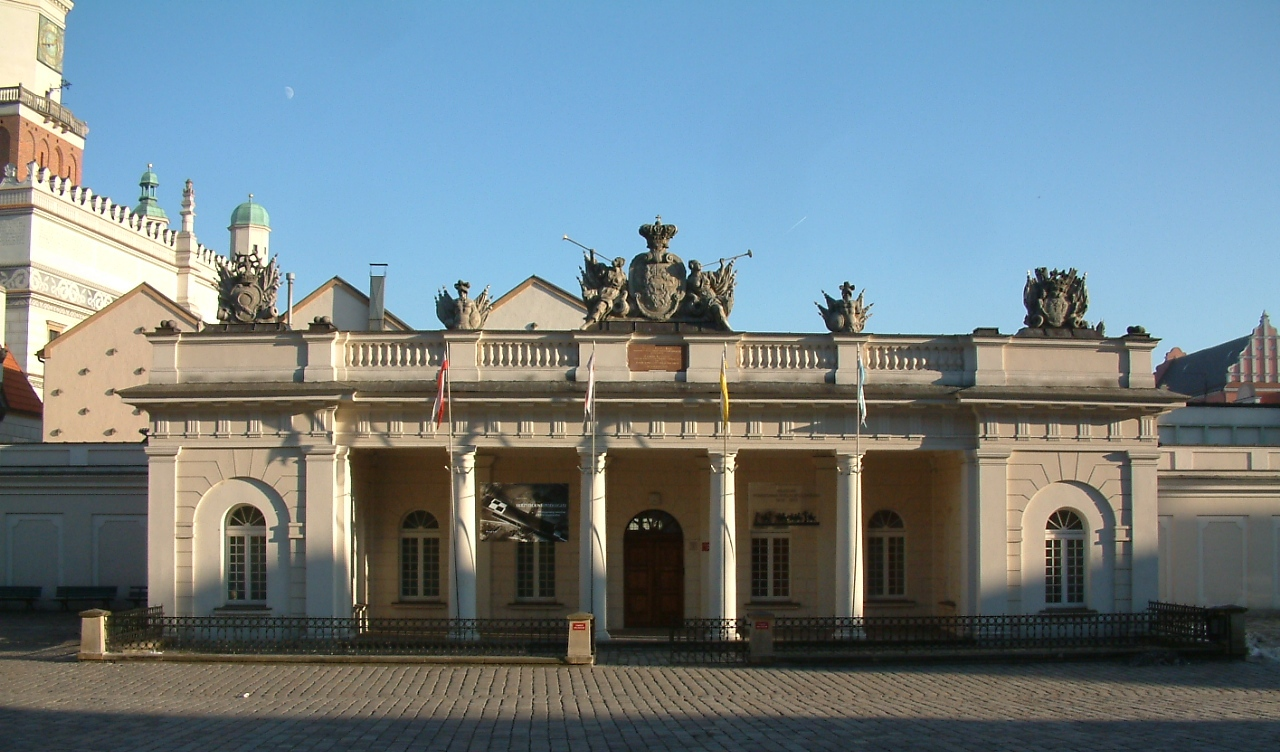
Armeria

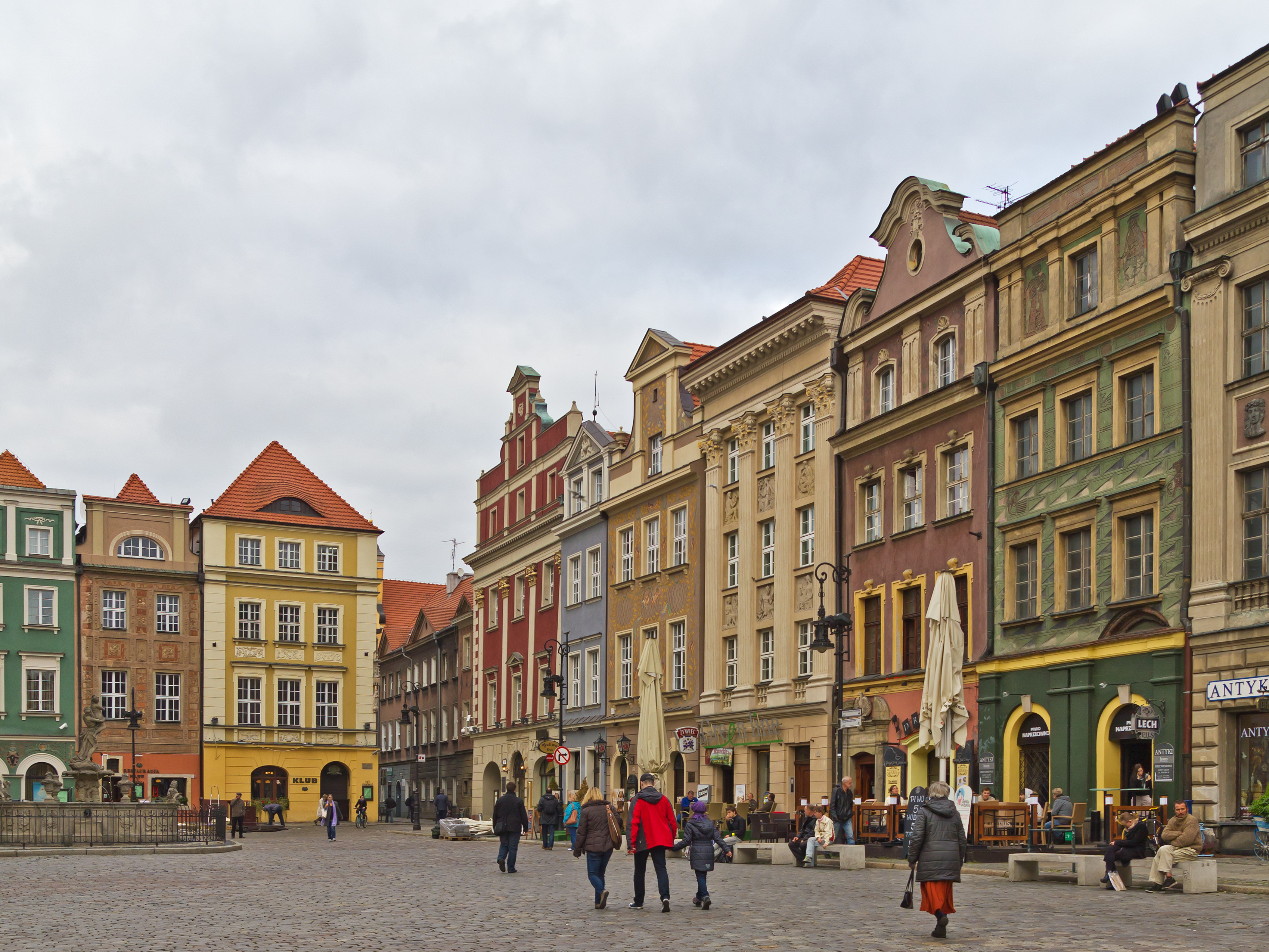
Piazza del Mercato Vecchio

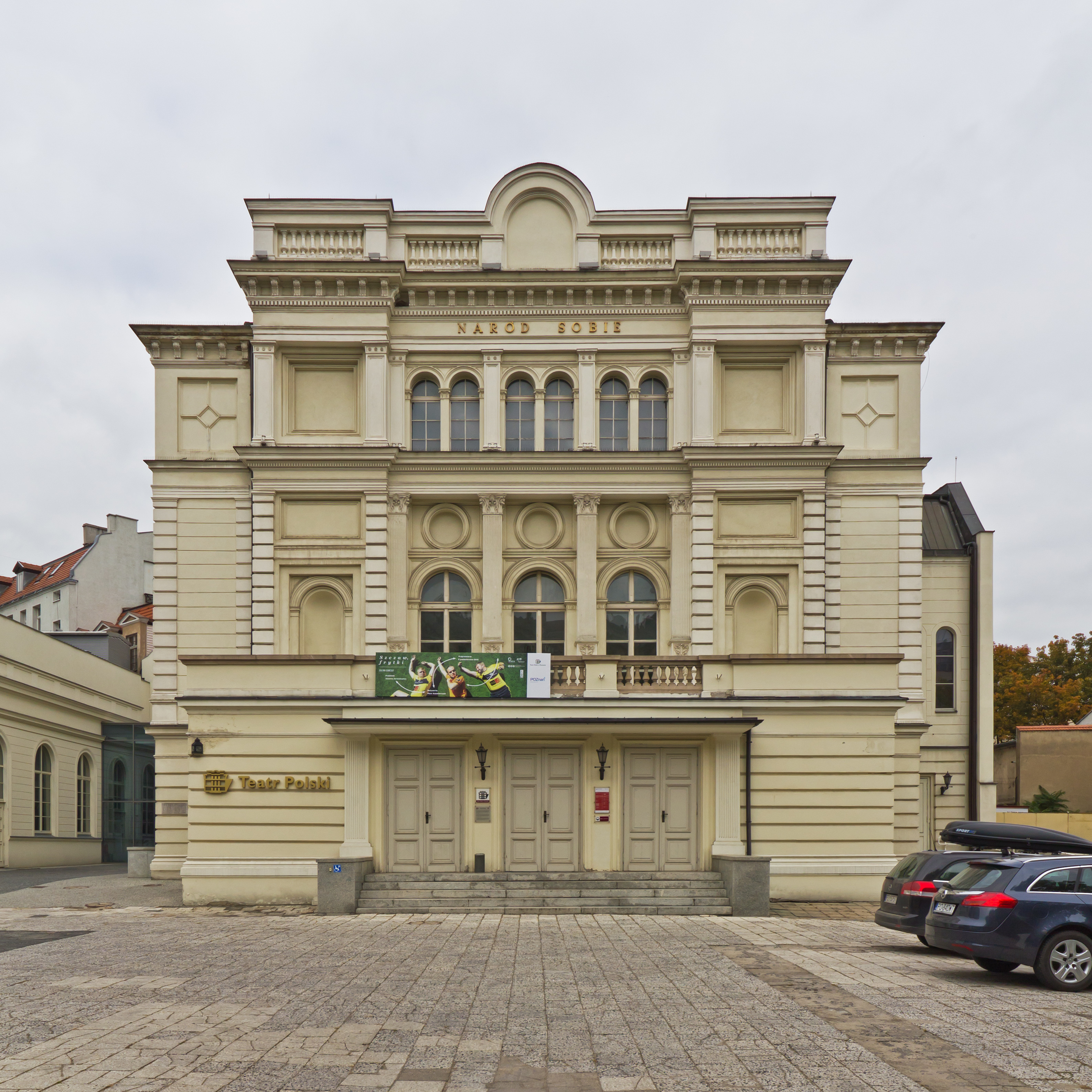
Teatro Polski

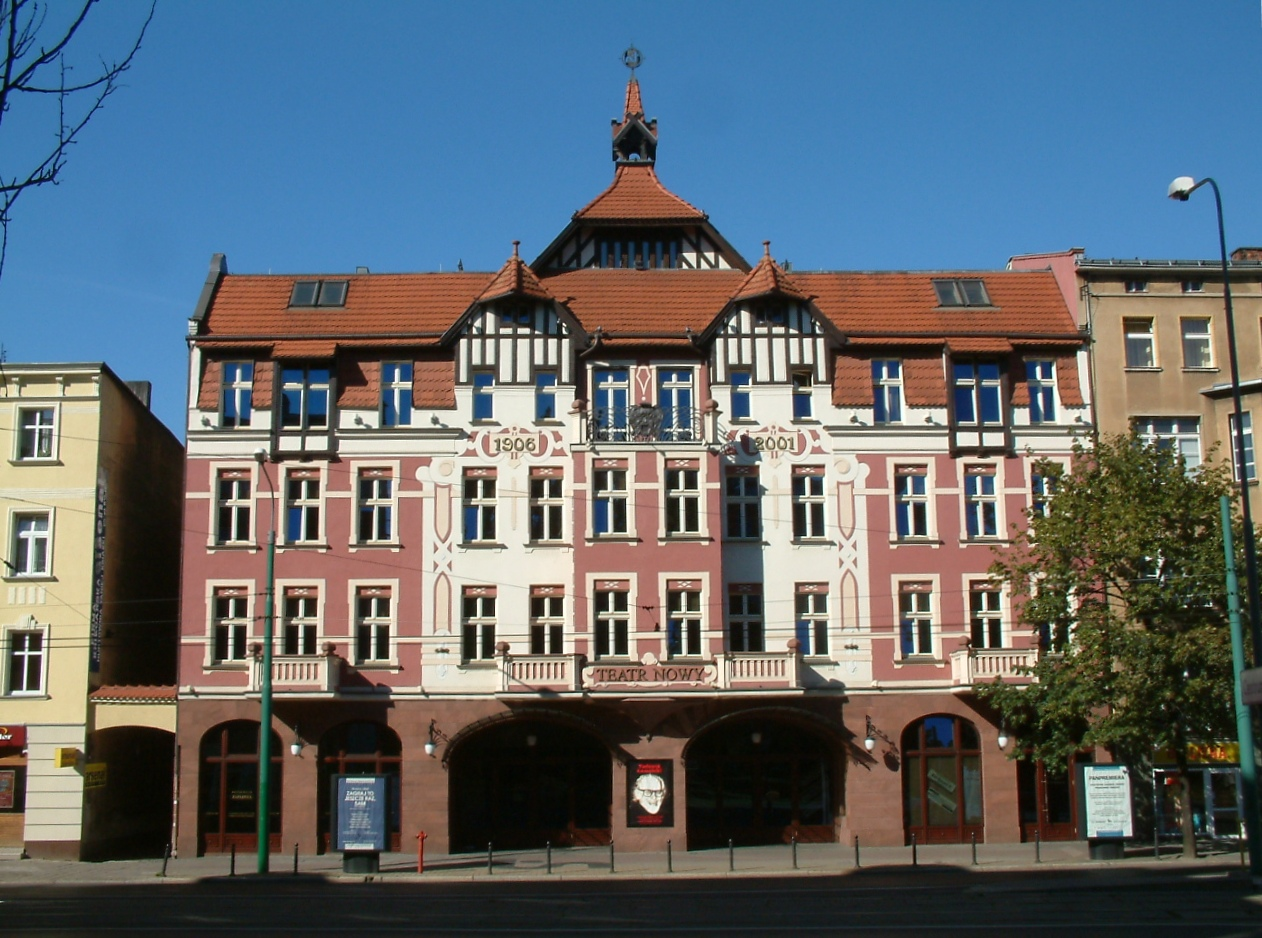
Teatro Nuovo

La città di Poznań dal 1987 al 1990 era divisa in cinque quartieri: Stare Miasto (Città Vecchia), Nowe Miasto (Città Nuova), Wilda, Grunwald e Jeżyce.
| Quartiere    | Popolazione (2009) | Area in km² | % Area città |
| ------------ | ------------------ | ----------- | ------------ |
| Grunwald     | 118 415            | 36,2 km²    | 13,8%        |
| Jeżyce       | 79 981             | 57,9 km²    | 22,2%        |
| Nowe Miasto  | 140 853            | 105,1 km²   | 40,2%        |
| Stare Miasto | 153 880            | 47,1 km²    | 18,0%        |
| Wilda        | 61 092             | 15,0 km²    | 5,8%         |

Nuova divisione amministrativa
Dal 1990 ad oggi, la città è divisa in 42 quartieri.
| Quartiere                              | Popolazione (2010) | Area in (km²) | Densità di popolazione (per km²) |
| -------------------------------------- | ------------------ | ------------- | -------------------------------- |
| Antoninek-Zieliniec-Kobylepole         | 9,881              | 20.54         | 481.06                           |
| Chartowo                               | 24,750             | 4.49          | 5,512.25                         |
| Fabianowo-Kotowo                       | 1,736              | 7.1           | 244.51                           |
| Główna                                 | 3,997              | 6.82          | 586.07                           |
| Głuszyna                               | 3,834              | 14.43         | 265.70                           |
| Górczyn                                | 13,230             | 4.33          | 3,055.43                         |
| Grunwald Północ                        | 15,177             | 0.76          | 19,969.74                        |
| Grunwald Południe                      | 25,808             | 3.83          | 6,738.38                         |
| Jana III Sobieskiego i Marysieńki      | 10,042             | 0.79          | 12,711.40                        |
| Jeżyce                                 | 24,172             | 1.98          | 12,208.08                        |
| Junikowo                               | 8,789              | 5.29          | 1,699.24                         |
| Kiekrz                                 | 1,716              | 10.25         | 167.41                           |
| Krzesiny-Pokrzywno-Garaszewo           | 2,107              | 9.99          | 210.91                           |
| Krzyżowniki-Smochowice                 | 7,750              | 10.71         | 723.62                           |
| Osiedle Kwiatowe                       | 4,539              | 2.31          | 1,964.94                         |
| Ławica                                 | 6,312              | 13.94         | 452.80                           |
| Morasko-Radojewo                       | 1,871              | 18.03         | 103.77                           |
| Naramowice                             | 14,655             | 7.21          | 2,032.59                         |
| Nowe Winogrady Południe                | 15,706             | 1.14          | 13,777.19                        |
| Nowe Winogrady Północ                  | 17,787             | 1.14          | 15,602.63                        |
| Nowe Winogrady Wschód                  | 6,849              | 0.47          | 14,572.34                        |
| Ogrody                                 | 6,703              | 1.95          | 3,437.44                         |
| Ostrów Tumski-Śródka-Zawady-Komandoria | 5,690              | 3.36          | 1,693.45                         |
| Piątkowo                               | 36,605             | 3.84          | 9,532.55                         |
| Podolany                               | 7,091              | 5.30          | 1,337.92                         |
| Rataje                                 | 37,864             | 5.2           | 7,281.54                         |
| Sołacz                                 | 5,390              | 5.54          | 972.92                           |
| Stare Miasto                           | 30,216             | 3.91          | 7,727.88                         |
| Stare Winogrady                        | 7,400              | 3.48          | 2,126.44                         |
| Starołęka-Minikowo-Marlewo             | 9,291              | 13.48         | 689.24                           |
| Stary Grunwald                         | 3,594              | 0.63          | 5,704.76                         |
| Strzeszyn                              | 6,703              | 12            | 558.58                           |
| Szczepankowo-Spławie-Krzesinki         | 6,282              | 18.44         | 340.67                           |
| Świerczewo                             | 14,252             | 3.94          | 3,617.26                         |
| Św. Łazarz                             | 35,909             | 3.7           | 9,705.14                         |
| Umultowo                               | 4,081              | 6.12          | 666.83                           |
| Warszawskie-Pomet-Maltańskie           | 7,014              | 5.85          | 1,198.97                         |
| Wilda                                  | 28,510             | 6.9           | 4,131.88                         |
| Winiary                                | 14,484             | 2.17          | 6,674.65                         |
| Wola                                   | 5,398              | 3.27          | 1,650.76                         |
| Żegrze                                 | 18,631             | 3.15          | 5,914.60                         |
| Zielony Dębiec                         | 13,248             | 4.12          | 3,215.53                         |

## Società
Secondo i dati dell'Ufficio generale di statistica per il 2023, Poznań aveva 541 316 abitanti (la quinta più grande del Paese) e una densità di popolazione di 2,067 abitanti per chilometro quadrato. Poznań ospitava il 15,59% della popolazione del Voivodato di Wielkopolskie, che allo stesso tempo rappresentava l'1,4% della popolazione polacca. A sua volta, secondo i dati del 2019 della filiale di Poznań dell'Ufficio generale di statistica, un totale di 1.050.383 persone viveva nell'intero agglomerato di Poznań.

### Evoluzione demografica
Abitanti censitiAnno0100.000200.000300.000400.000500.000600.00019201946196519852005Popolazione

## Cultura
A Poznań, ci sono numerose istituzioni culturali, tra cui: 28 musei, 1 opera, 1 filarmonica, 9 teatri e 10 cinema (compresi 5 Multiplex). La città inoltre conta oltre 40 gallerie d'arte, 20 cori e numerose orchestre, banda musicali e folcloristiche.
Durante l'anno la città ospita numerosi concerti e festival.

### Musei

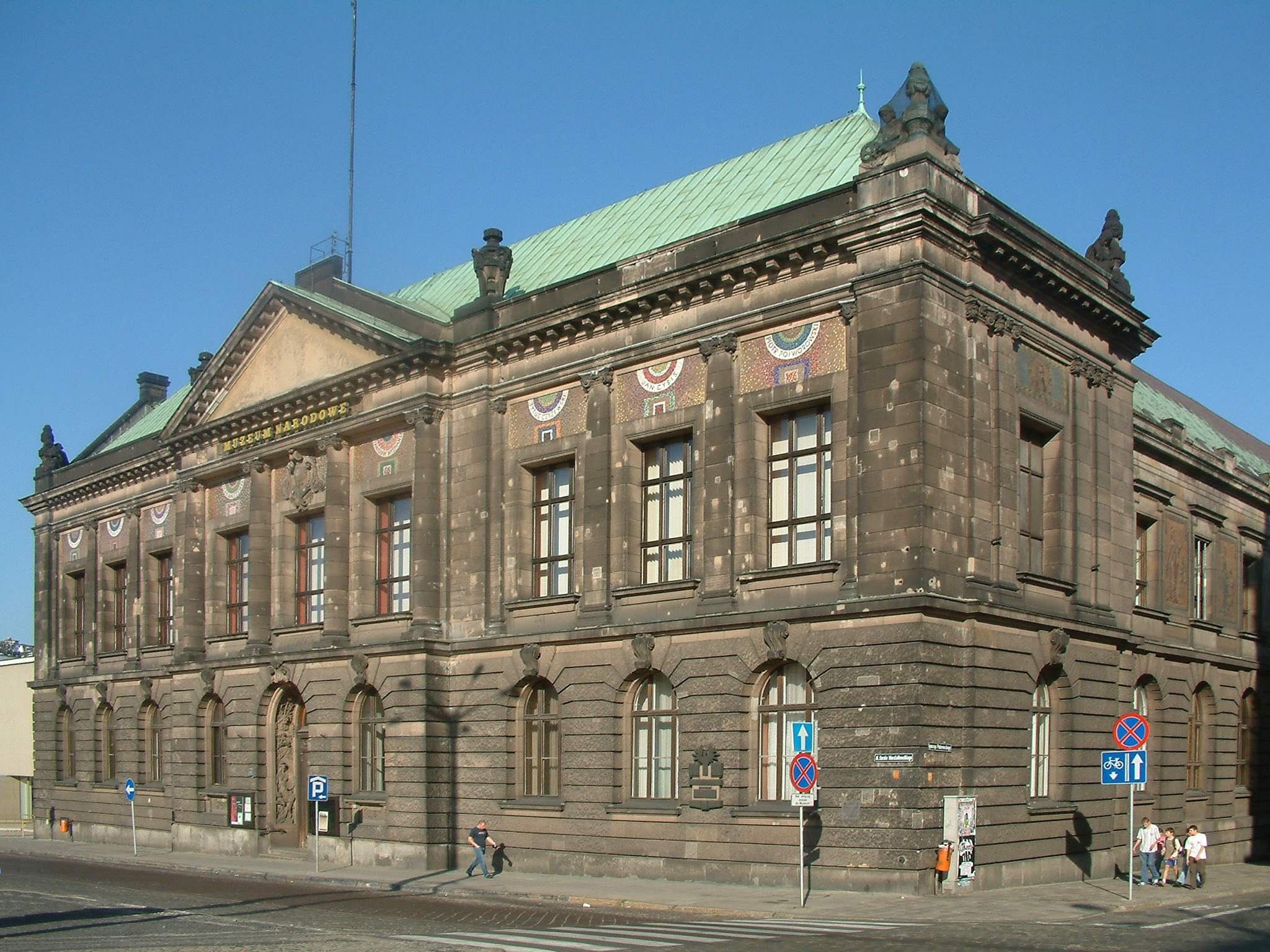
Museo Nazionale di Poznań

La città di Poznań conta 28 musei, tra cui i più importanti sono:
- Museo Nazionale di Poznań (Muzeum Narodowe w Poznaniu)
- Museo Etnografico (Muzeum Etnograficzne w Poznaniu)
- Museo della Città di Poznań (Muzeum Historii Miasta Poznania)
- Museo degli strumenti musicali (Muzeum Instrumentów Muzycznych w Poznaniu)
- Museo dell'esercito (Muzeum Armii Poznań)
- Museo della rivolta della Grande Polonia (Muzeum Powstania Wielkopolskiego 1918-1919 w Poznaniu)
- Museo Archeologico di Poznań (Muzeum Archeologiczne w Poznaniu)

### Teatri

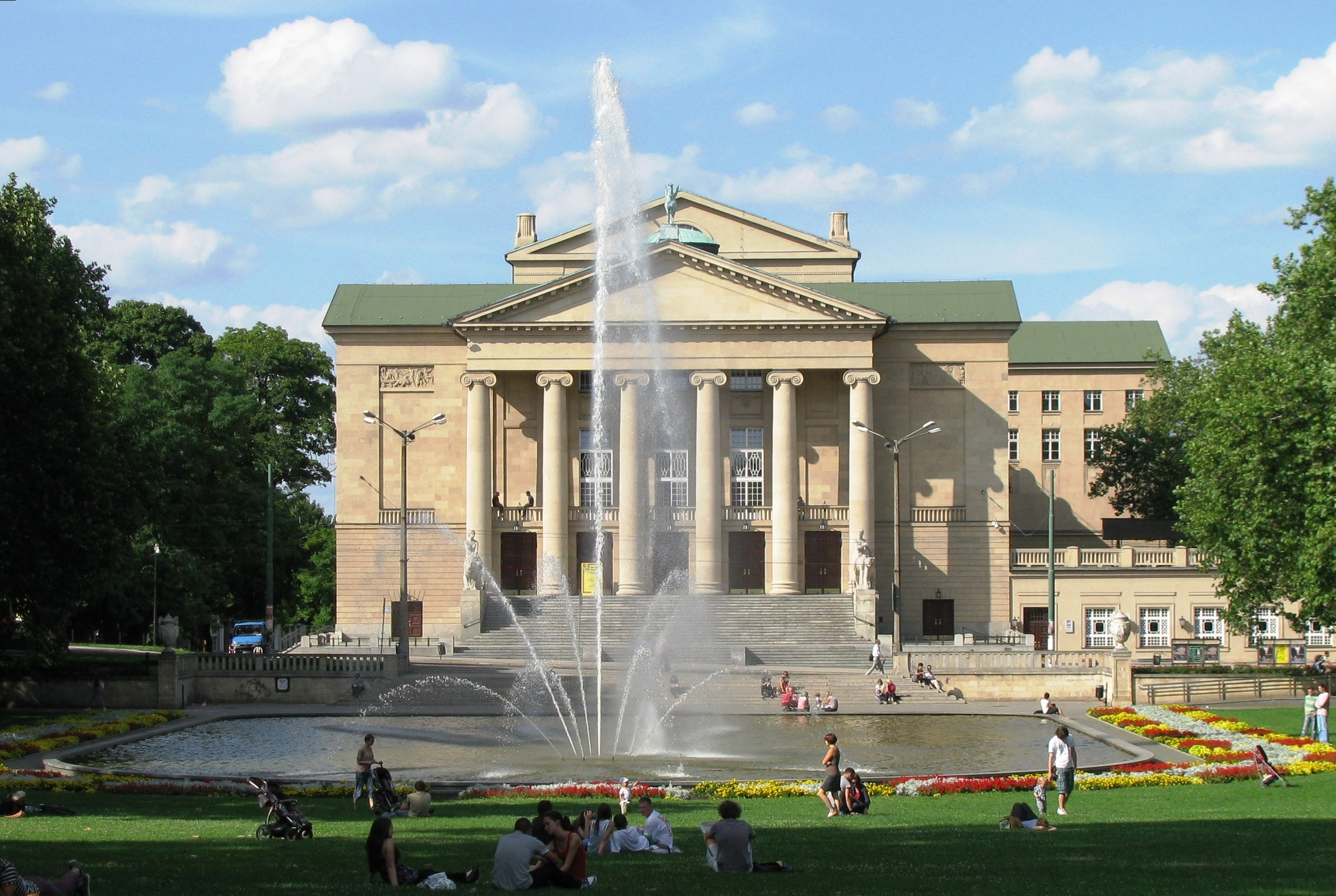
Teatro Grande di Poznań

Le prime rappresentazioni teatrali a Poznań si sono svolte nel Medioevo. Si trattava di artisti nomadi che si esibivano in occasione delle fiere, oltre che per le famiglie nobili.

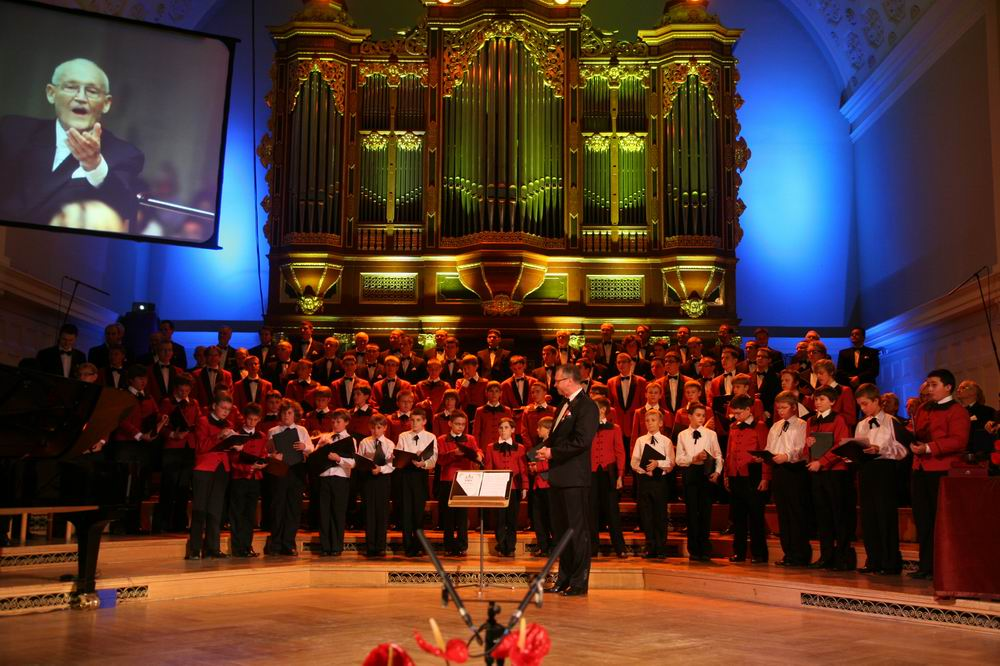
Coro "Poznańskie słowiki"

In primo teatro contemporaneo fu il Teatr Arkadia, è stato inaugurato nel 1804.
Nel periodo del Granducato di Poznań le rappresentazioni teatrali erano eseguite in entrambe le lingue in polacco e in tedesco, inoltre la città ha ospitato celebrità come Franz Liszt e Niccolò Paganini.
Dopo la liquidazione dell'autonomia nel 1846 furono proibite le rappresentazioni teatrali in polacco. Le autorità impedirono anche la creazione di teatro con i contributi dei cittadini polacchi il quale venne aperto solamente nel 1875, il Teatro polacco (Teatr Polski). Con la trasformazione della città nella residenza imperiale, nel 1910 fu aperto un nuovo Teatro (Teatr Wielki). Dopo la guerra, Poznań è diventato il centro teatrale del paese con i suoi teatri all'aperto e il festival teatrale sul lago Malta.

### Musica
Poznań è il più importante centro per il canto corale di tutta la Polonia. La tradizione del coro nella città risale al XV secolo. Fin dal Medioevo il centro corale della città è stata la cattedrale di San Paolo e San Pietro, dove tutt'oggi si svolgono concerti corali.
Inoltre ogni anno Poznań ospita una serie di eventi, festival e concerti, che sono organizzati principalmente in estate e in primavera tra cui l'International Henryk Wieniawski Violin Competition.

### Istruzione
Poznań è la sede dell'Università "Adam Mickiewicz" (abbreviato in UAM), si tratta di una delle più influenti e più grandi università della Polonia. Inoltre la città conta anche alcune facoltà private.
Le principali università di Poznań sono:
- Università "Adam Mickiewicz" (Uniwersytet im. Adama Mickiewicza)
- Università di economia di Poznań (Uniwersytet Ekonomiczny w Poznaniu)
- Università Medica "Karol Marcinkowski" (Uniwersytet Medyczny im. Karola Marcinkowskiego)
- Politecnico di Poznań (Politechnika Poznańska)

## Economia

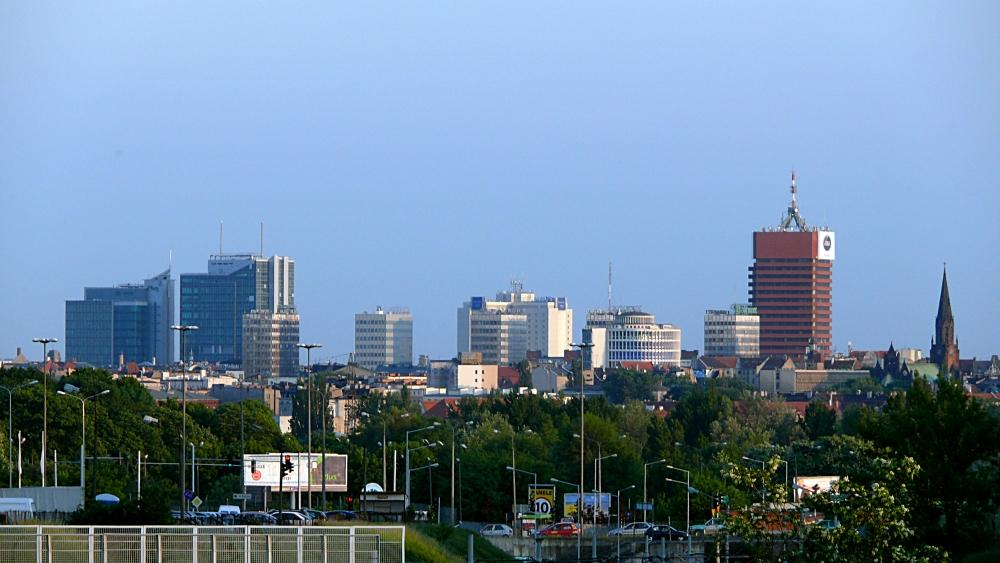
Centro economico di Poznań

Poznań è un importante centro economico fin dal Medioevo. A partire dal XIX secolo, l'industria pesante locale ha incominciato a crescere. Sono state costruite diverse grandi fabbriche, tra cui Cegielski Hipolit (nel settore siderurgico) e la CFR. H. Cegielski Poznań SA (nel settore ferroviario).
L'economia di Poznan si basa principalmente su servizi, vendite e produzione. Le entità dominanti a Poznan sono le imprese legate al commercio, alla lavorazione industriale, ai servizi, ai trasporti e alle cosiddette attività professionali, scientifiche e tecniche. Nel marzo 2022, secondo i dati GUS, l'occupazione media nel settore commerciale era di 170,7 mila persone. persone.
Oggi Poznań è il secondo centro economico più importante della Polonia, ed è considerata la seconda città più prosperosa del paese dopo Varsavia. La città vanta anche un PIL pro capite del 200,4% (2008), nella media polacca. Inoltre, Poznań ha avuto il tasso di disoccupazione più basso 2,3% nel 2009. per confronto, il tasso di disoccupazione nazionale in Polonia era superiore al 10%.
Molte aziende dell'Europa occidentale hanno stabilito il loro quartier generale polacco a Poznań, o nelle vicinanze della città. La maggior parte degli investitori esteri sono aziende tedesche e olandesi. Gli investimenti sono per lo più nel settore agroalimentare, automobilistico, ferroviario e logistico. Le società straniere sono specialmente attratte dal basso costo del lavoro, ma anche dalla ottima rete stradale e ferroviaria.
La città ospita anche un'importante fiera internazionale nel settore dei beni industriali, che è la più grande della Polonia e una delle principali d'Europa.

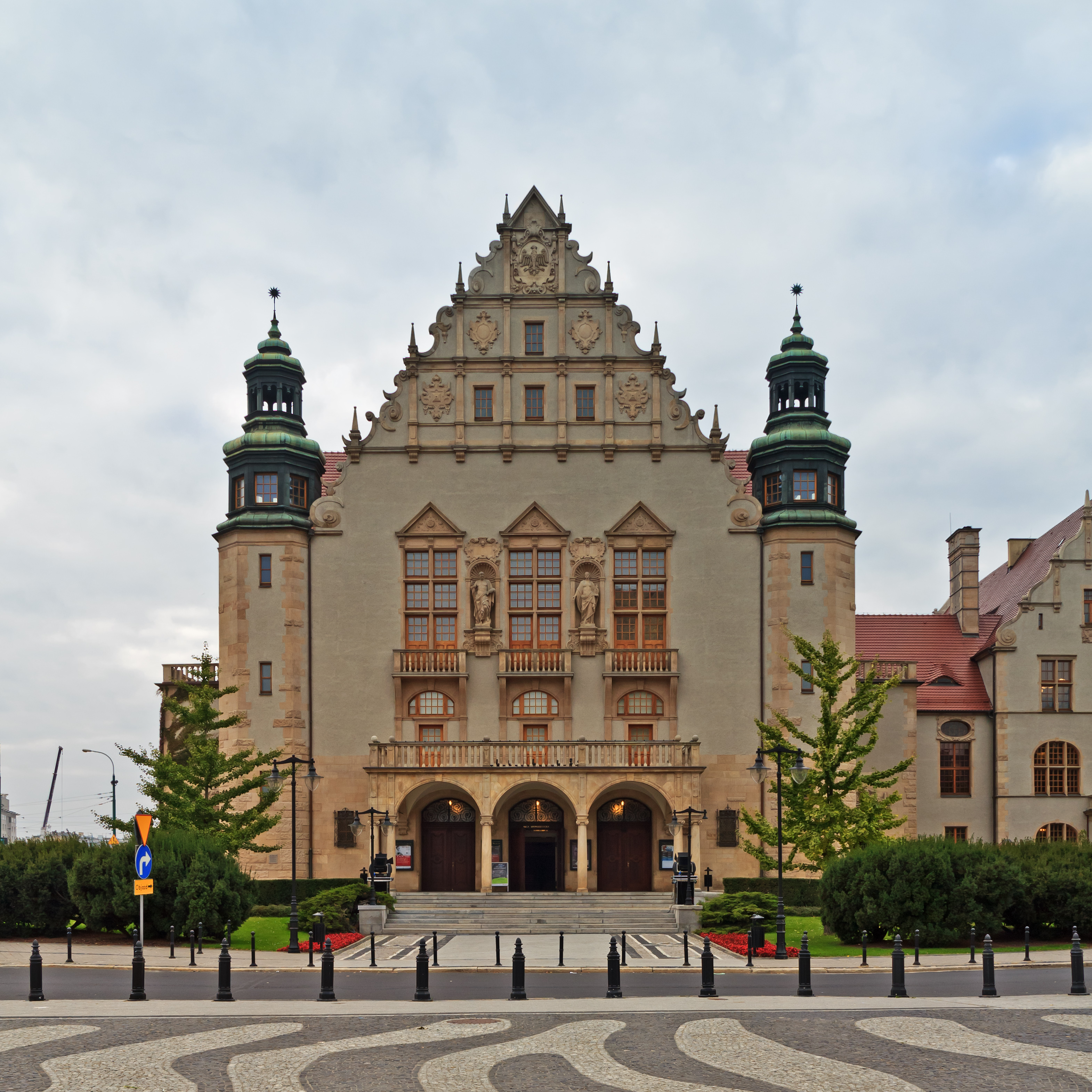
Collegium Minus (UAM)

## Infrastrutture e trasporti

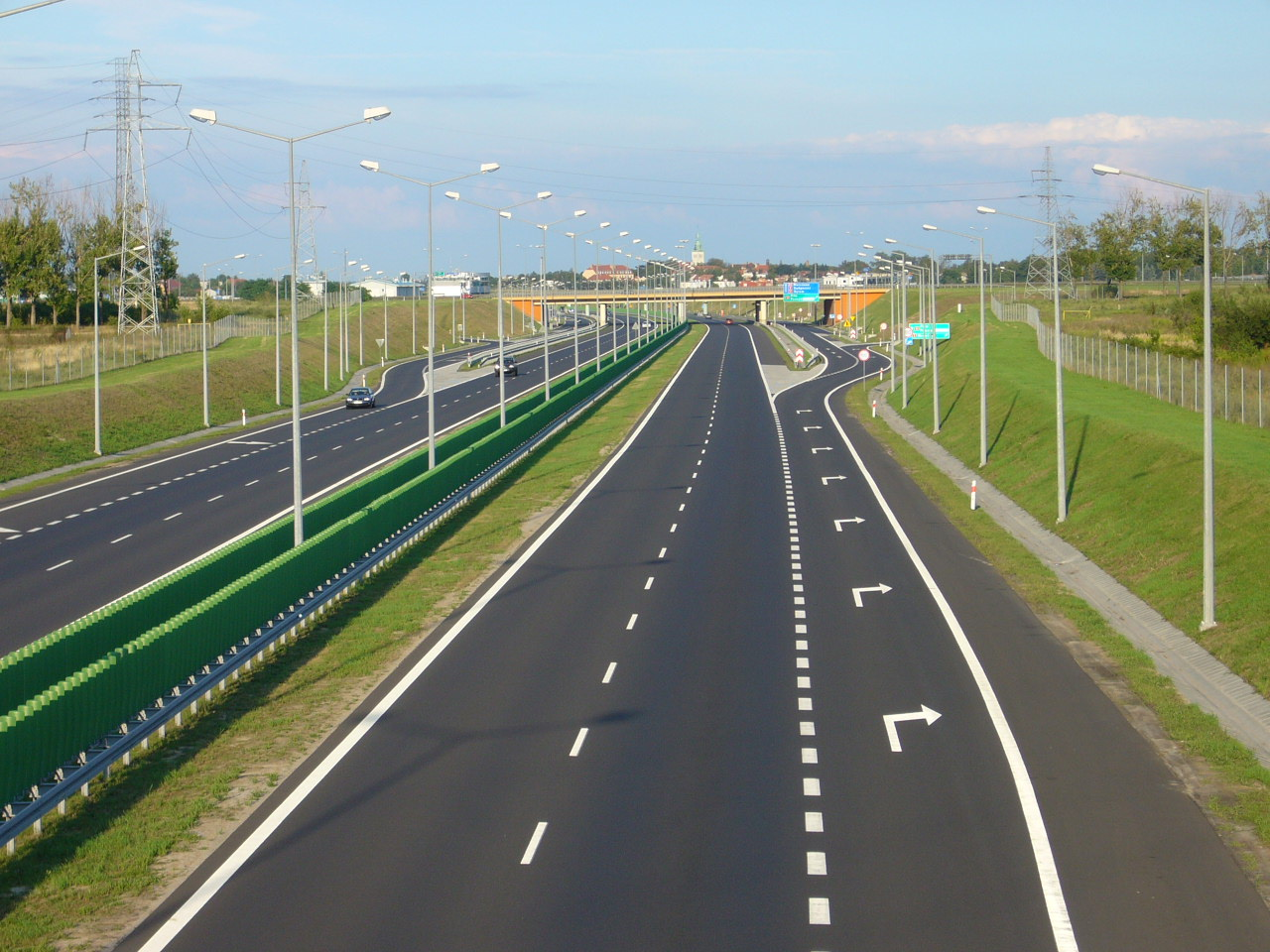
Autostrada A2 Poznań

La città di Poznań costituisce uno dei punti di transito più importanti d'Europa. La rete stradale è la più importante della Polonia, la città è attraversata da diverse strade nazionali, distrettuali e dall'autostrada A2. Inoltre nella città si incrociano otto linee ferroviarie nazionali e cinque linee ferroviarie internazionali, rendendo Poznań uno dei nodi ferroviari più importanti d'Europa. L'aeroporto internazionale di Poznań è collegato con più di 30 aeroporti internazionali, attraverso il quale transitano circa 1,5 milioni di passeggeri all'anno.

### Aeroporti

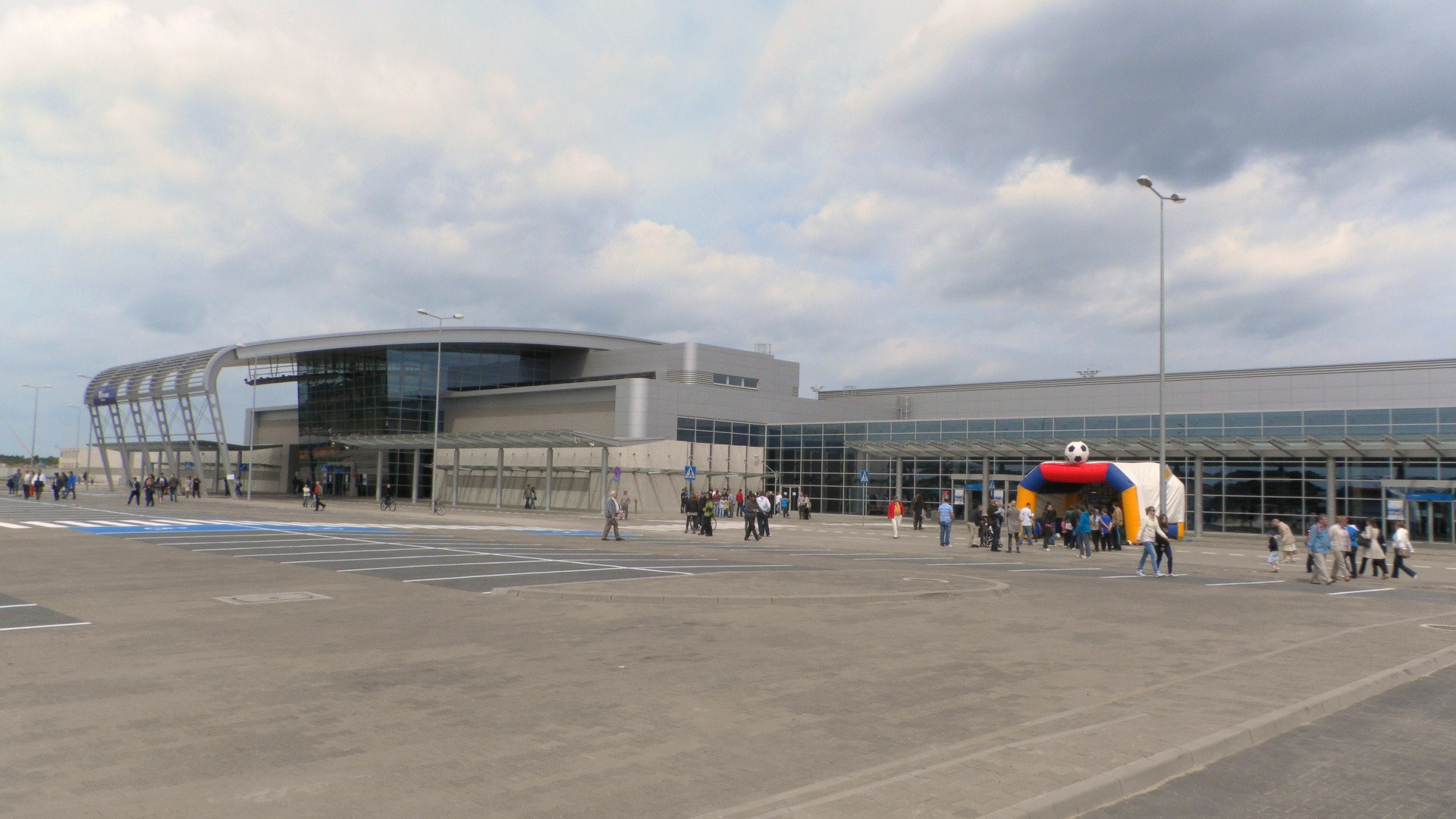
Aeroporto di Poznań

La città ha un aeroporto internazionale, quello di Poznań-Ławica, il quale è collegato con più di 30 aeroporti internazionali, situati principalmente in Europa occidentale. Nel 2011, ha gestito circa 1,5 milioni di passeggeri, diventando il sesto aeroporto in termini di volume di traffico dei passeggeri, della Polonia. Inoltre Poznań ospita la base aerea militare polacca (31 Baza Lotnictwa Taktycznego), dove sono stanziati diversi aerei F-16 da combattimento.

### Ferrovie

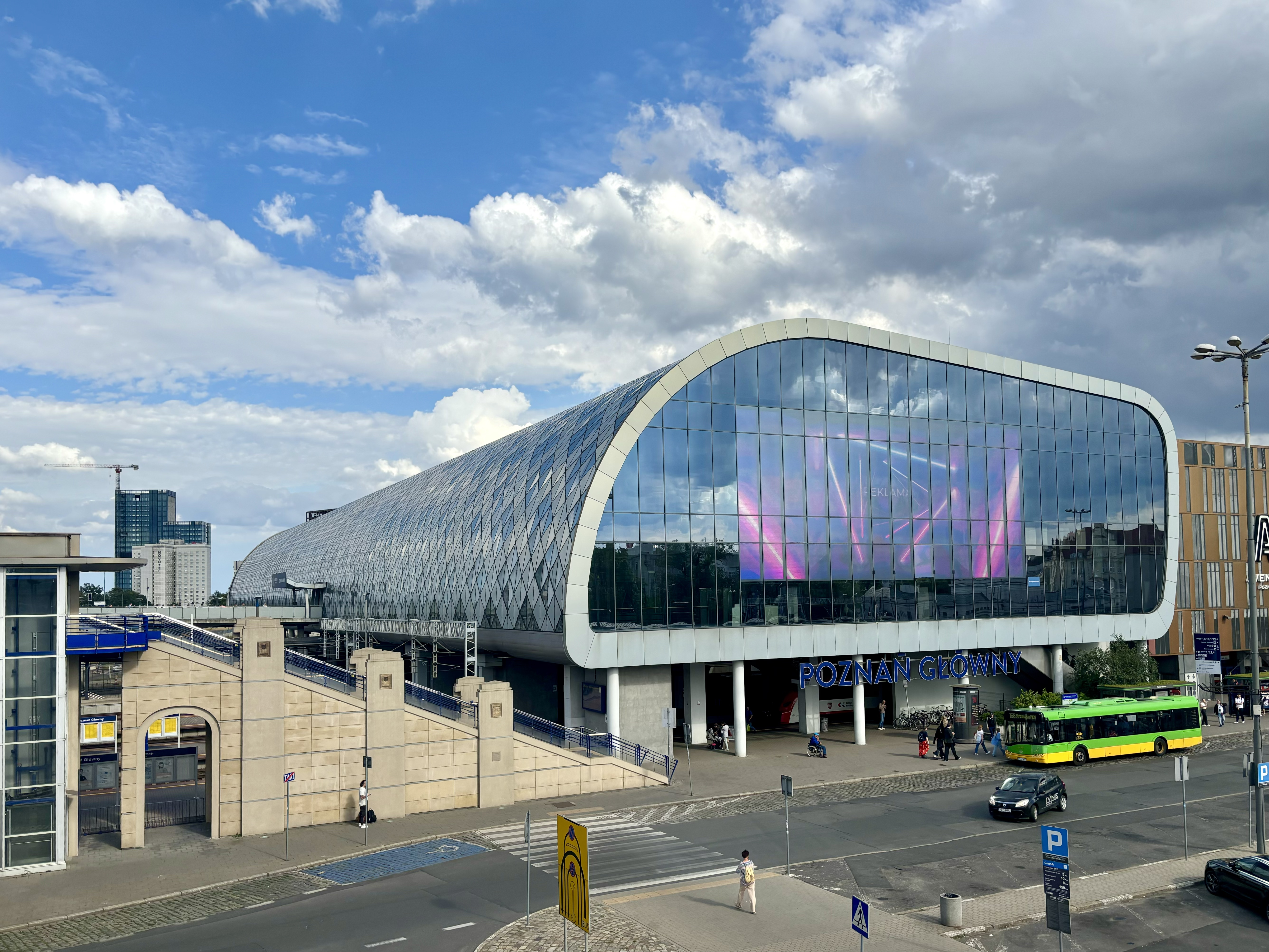
PKP Stazione Centrale di Poznań

Gli inizi delle ferrovie a Poznań risalgono alla prima metà del XIX secolo. Nel 1848 fu inaugurata linea ferroviaria Stargard Szczeciński-Poznań che unisce la città con Stettino.
Poznań nel corso degli anni è diventato uno dei nodi ferroviari più importanti e più grandi della Polonia.
Nella città si incrociano otto linee ferroviarie nazionali che collegano Poznań con: Varsavia, Ostrów Wielkopolski, Breslavia, Wolsztyn, Stettino, Piła, Wągrowiec e Gniezno. E cinque linee ferroviarie d'importanza internazionale, con treni internazionali diretti nelle città: Amsterdam, Berlino, Parigi, Kiev, Mosca e Saratov. Poznań gestisce anche una rete di collegamenti ferroviari urbani e regionali. A Poznań ci sono 13 stazioni ferroviarie. La stazione centrale di Poznań è la stazione più importante della città. Dalla quale parte la maggior parte dei treni, in media, la stazione durante il giorno gestisce circa 450 treni e ogni anno è utilizzata da 17 milioni di passeggeri, durante le ore di punta i treni partono ogni 30-60 minuti. Nella parte orientale della città vi è ubicata la stazione ferroviaria di trasporto merci Franowo-Poznań, si tratta di uno dei più grandi scali e smistamento merci della Polonia.

### Bus

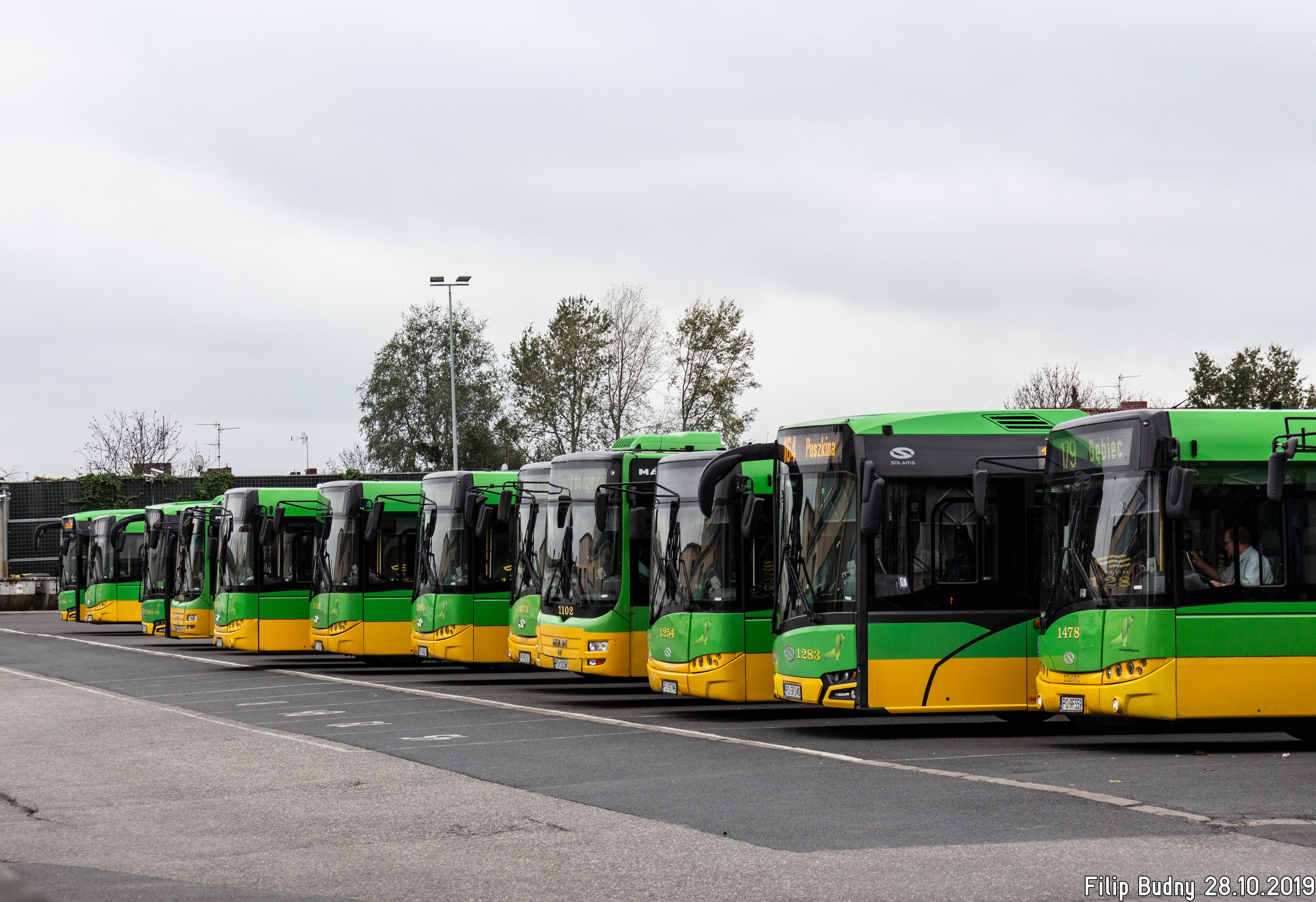
Autobus di Poznań

La principale azienda adibita al trasporto pubblico locale tramite autobus è la MPK Poznań. I primi autobus entrarono in funzione nel 1925 appartenevano alla compagnia tedesca "Büssing AG". Dopo la seconda guerra mondiale il sistema di trasporto pubblico, diventò di dominio pubblico e nel 1954 fu istituita la MPK Poznań.

Oggi la rete è divisa in 52 linee giornaliere urbane e suburbane, 21 linee notturne, e una linea turistica gestita da una flotta di autobus storici nei fine settimana.

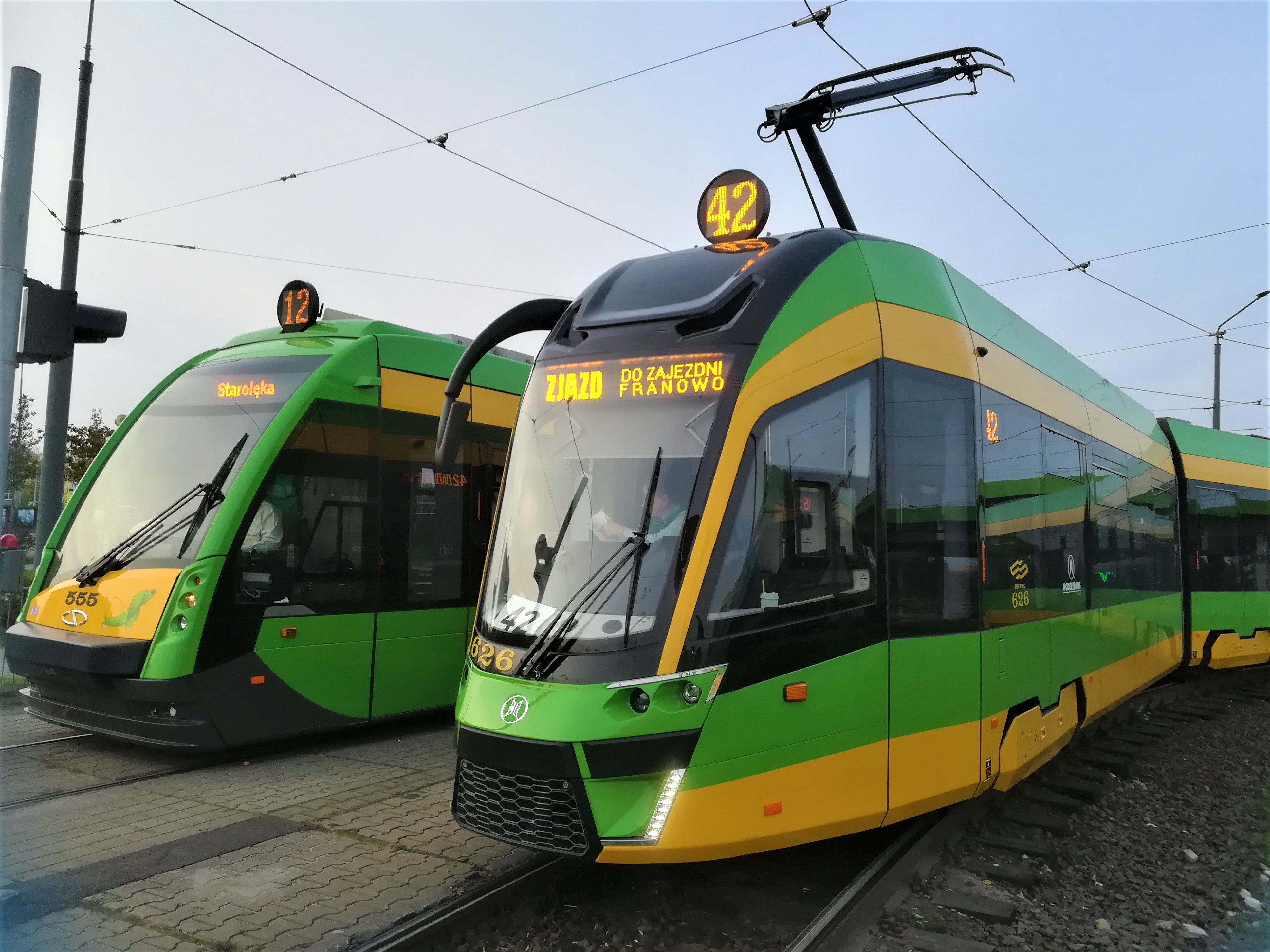
Tram di Poznań

### Tram
Nel 1880 furono introdotti i primi tram trainati da cavalli, la trazione elettrica apparve solo nel 1898. La rete continuo ad espandersi fino alla seconda guerra mondiale, durante questo periodo l'intera rete tranviaria subì ingenti danni.
Dopo la fine della guerra, iniziarono i primi lavori di ricostruzione della rete tranviaria, che venne riaperta interamente solo nel 1947. Attualmente la compagnia MPK Poznań, opera con 340 tram, su una rete di 214,9 km di binari, con 21 linee e 459 fermate.

## Sport

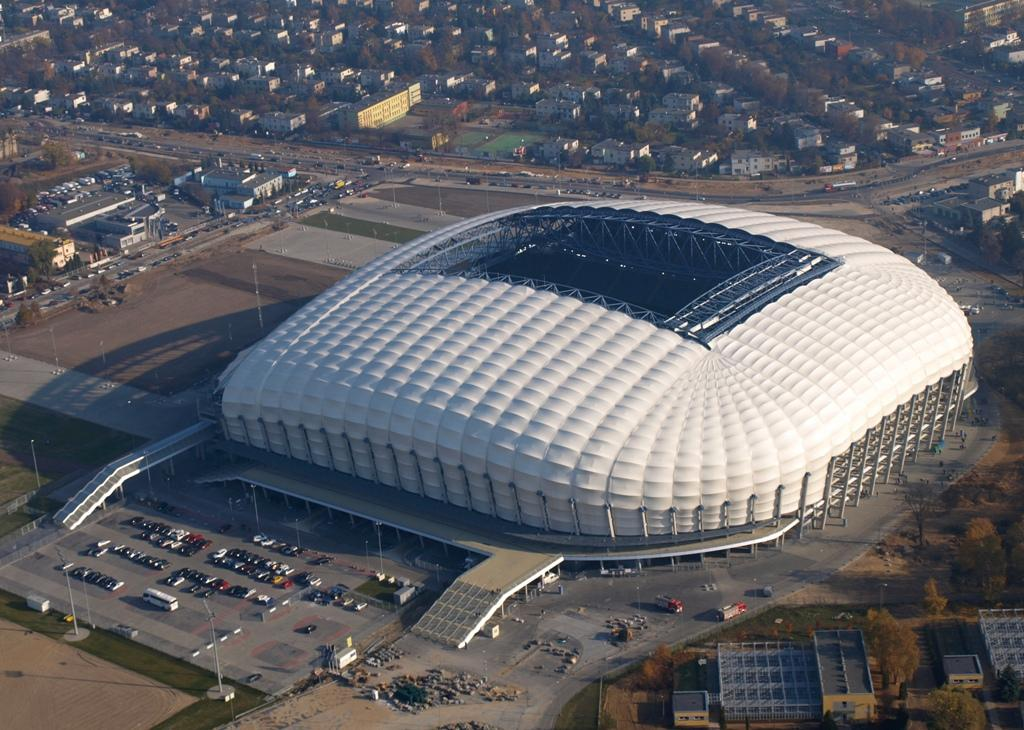
Stadion Miejski

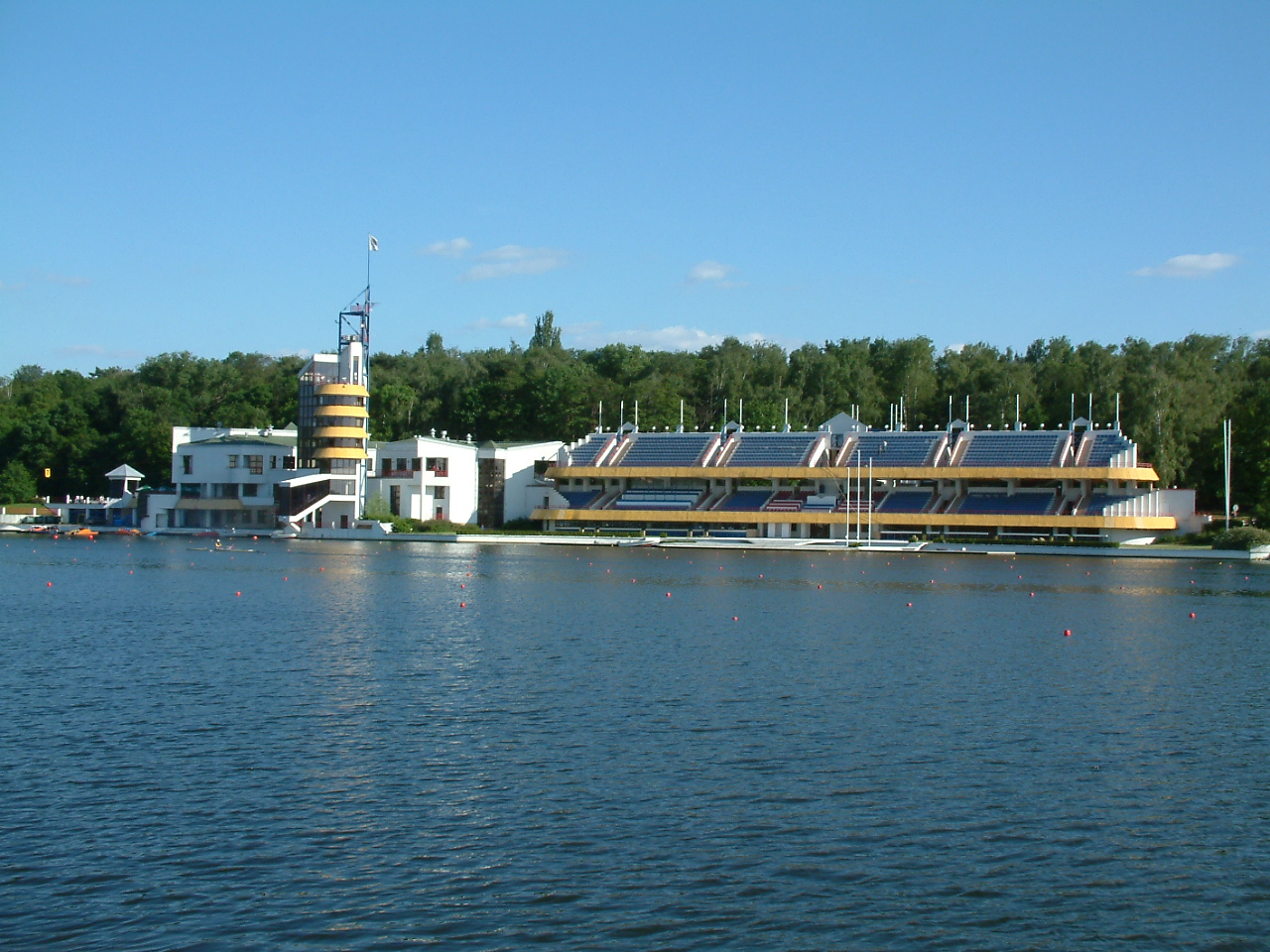
Tribune sul Lago Malta

Poznań, possiede due squadre di calcio di prima divisione nel campionato polacco: il Lech Poznań e il Warta Poznań e altre squadre minori, come UKS Stoper Poznań. La società calcistica Lech Poznań ha sede nel nuovo stadio Stadion Miejski, è la più grande struttura sportiva della città ed ha ospitato gli Europei di calcio 2012. Oltre allo Stadion Miejski, la città conta numerose strutture sportive tra cui: il Lago Malta che ospita un impianto di canottaggio con tribuna, diverse piscine, campi da tennis, un impianto sciistico artificiale, una pista di pattinaggio su ghiaccio e numerose palestre di varie dimensioni.

### Impianti sportivi
- Stadio olimpico (Poznań)

### Società sportive
- Lech Poznań – calcio
- Warta Poznań – calcio
- UKS Stoper Poznań – calcio
- Polonia Poznań – calcio
- TPS Winogrady Poznań – calcio
- UKS Szóstka – nuoto sincronizzato e calcio
- AZS AWF Poznań – pallavolo
- AZS Poznań - basket
- KS Pocztowiec Poznań – hockey su prato
- KTKFiT Błękitny Express Lech Poznań – hockey su prato
- KS AZS AWF Poznań – hockey su prato
- WKS Grunwald Poznań – hockey su prato, tiro, lotta, pallamano e tennis
- KS Energetyk – ginnastica ritmica
- Malta Ski – sci
- MKS Dąbrówka – ginnastica ritmica e nuoto sincronizzato
- UKS Wanda – nuoto sincronizzato
- PSŻ Poznań – speedway
- SSW Malta Poznań – pattinaggio
- KS Sobieski Poznań – wrestling
- Kozły Poznań - football americano

## Amministrazione

### Gemellaggi
Poznań è gemellata con le seguenti città:
- Jyväskylä, dal 1979
- Assen, dal 1992
- Brno, dal 1966[12]
- Kharkiv, dal 1998
- Hannover, dal 1979
- Nablus, dal 1997
- Kutaisi, dal 2009
- Pozuelo de Alarcón, dal 1992
- Nottinghamshire, dal 1994
- Rennes, dal 1998
- Shenzhen, dal 1993
- Toledo, dal 1991
- Ra'anana, dal 2010
- Győr, dal 2008

## Galleria d'immagini

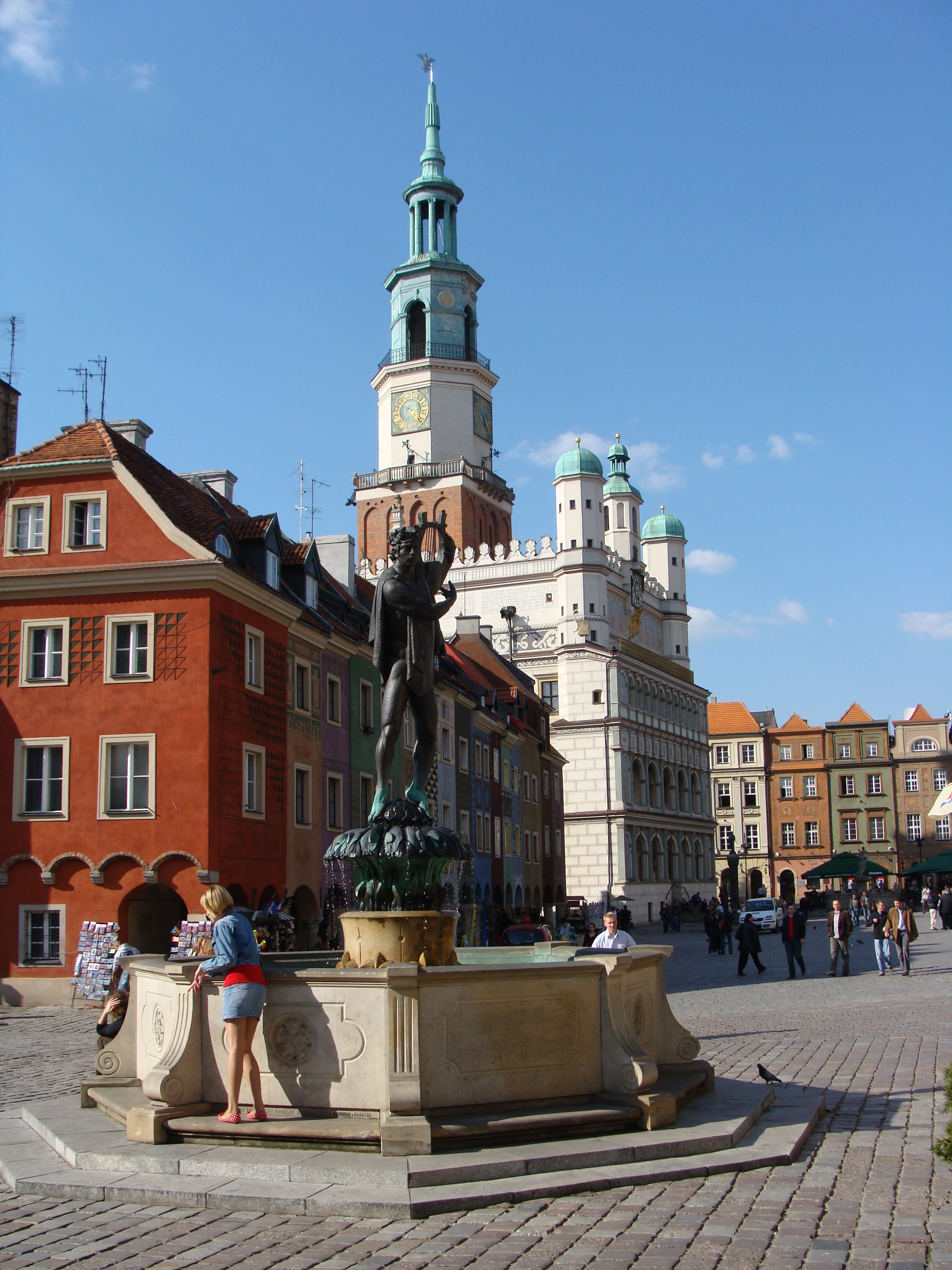
Piazza del Mercato Vecchio
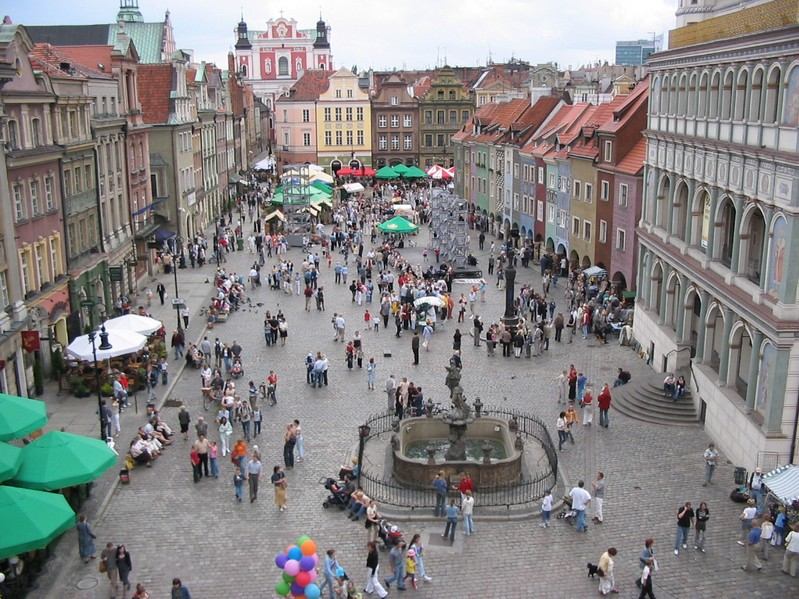
Piazza del Mercato Vecchio
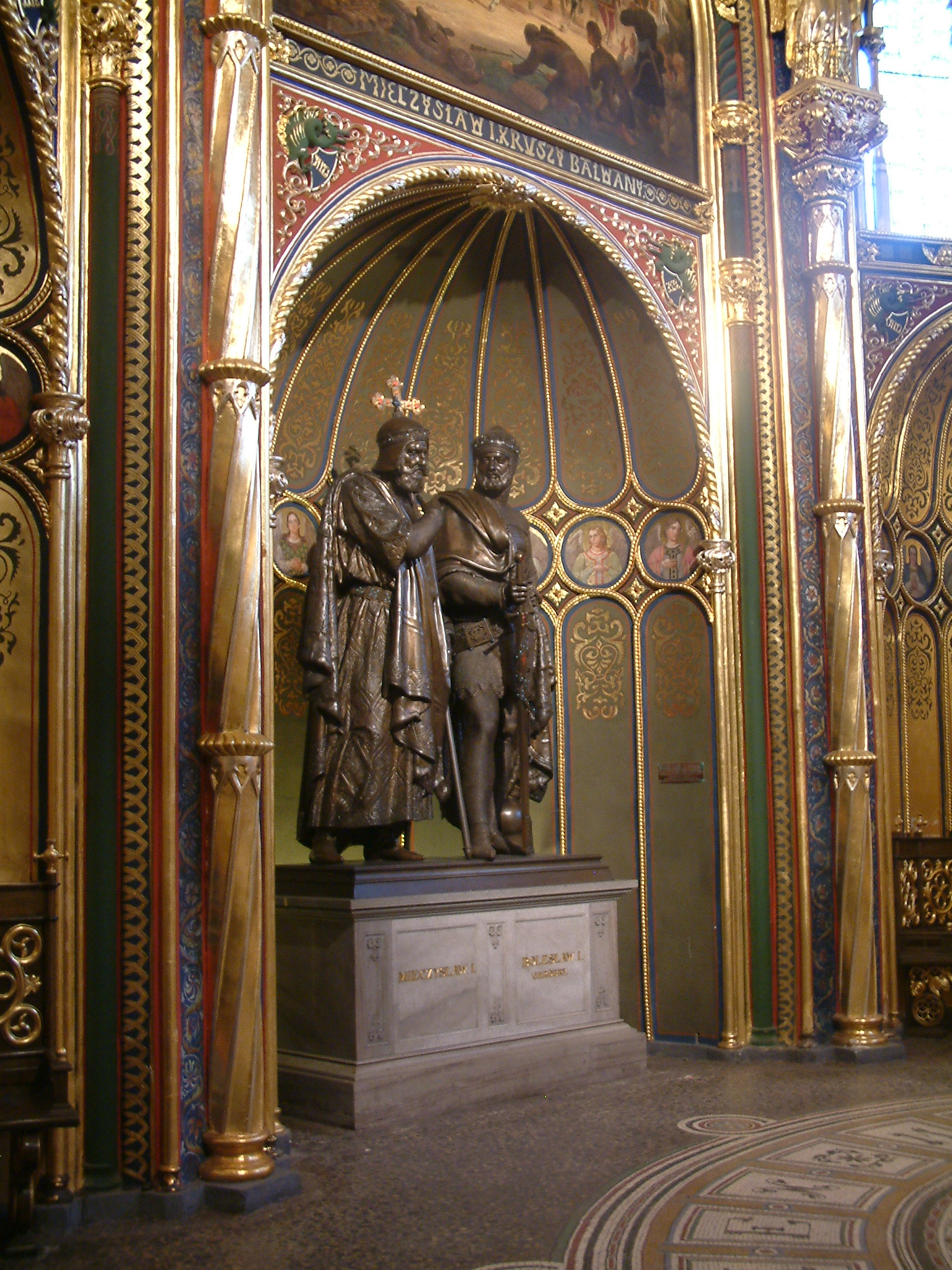
Cappella D'oro
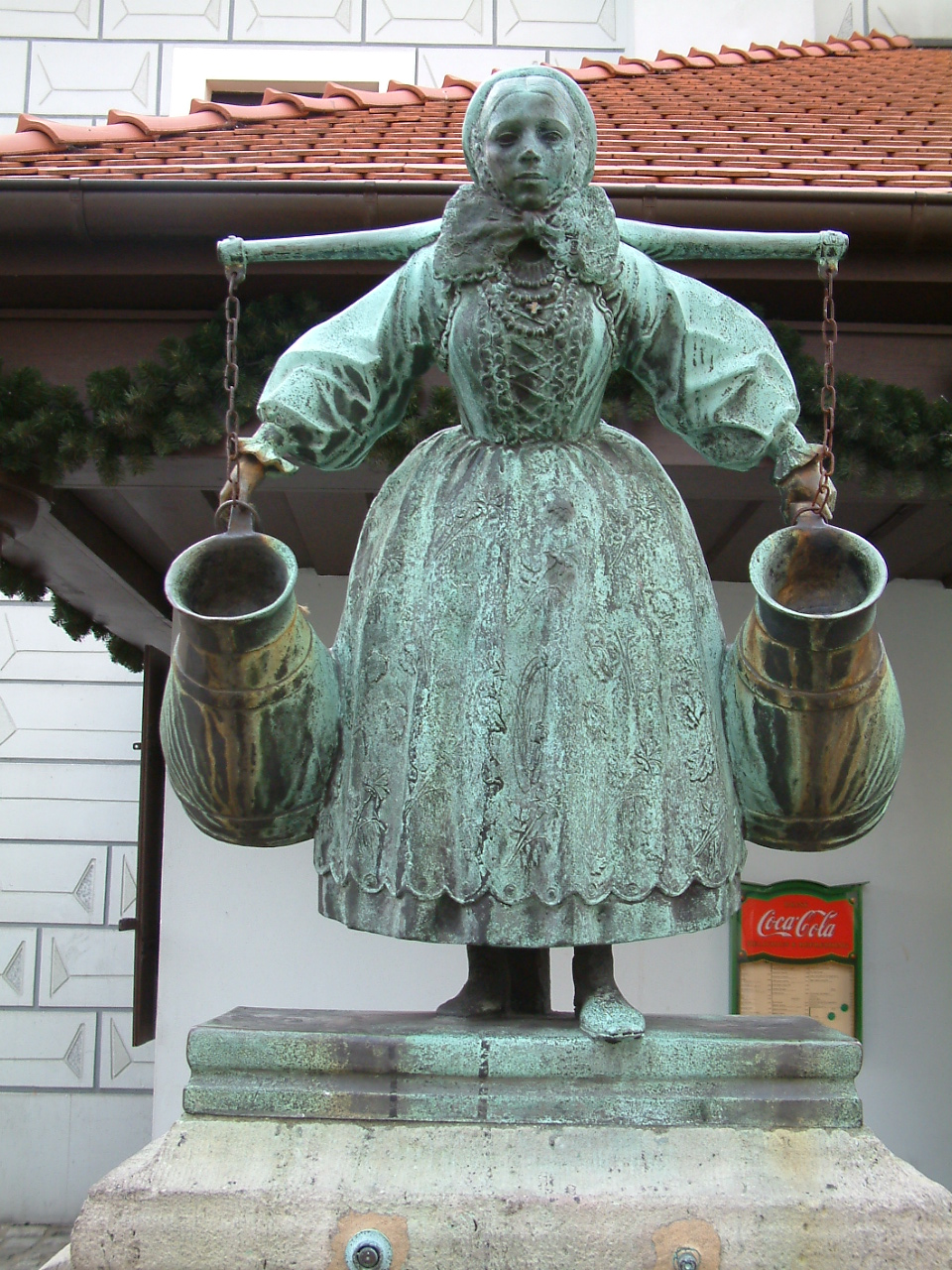
Fontana Bamberka
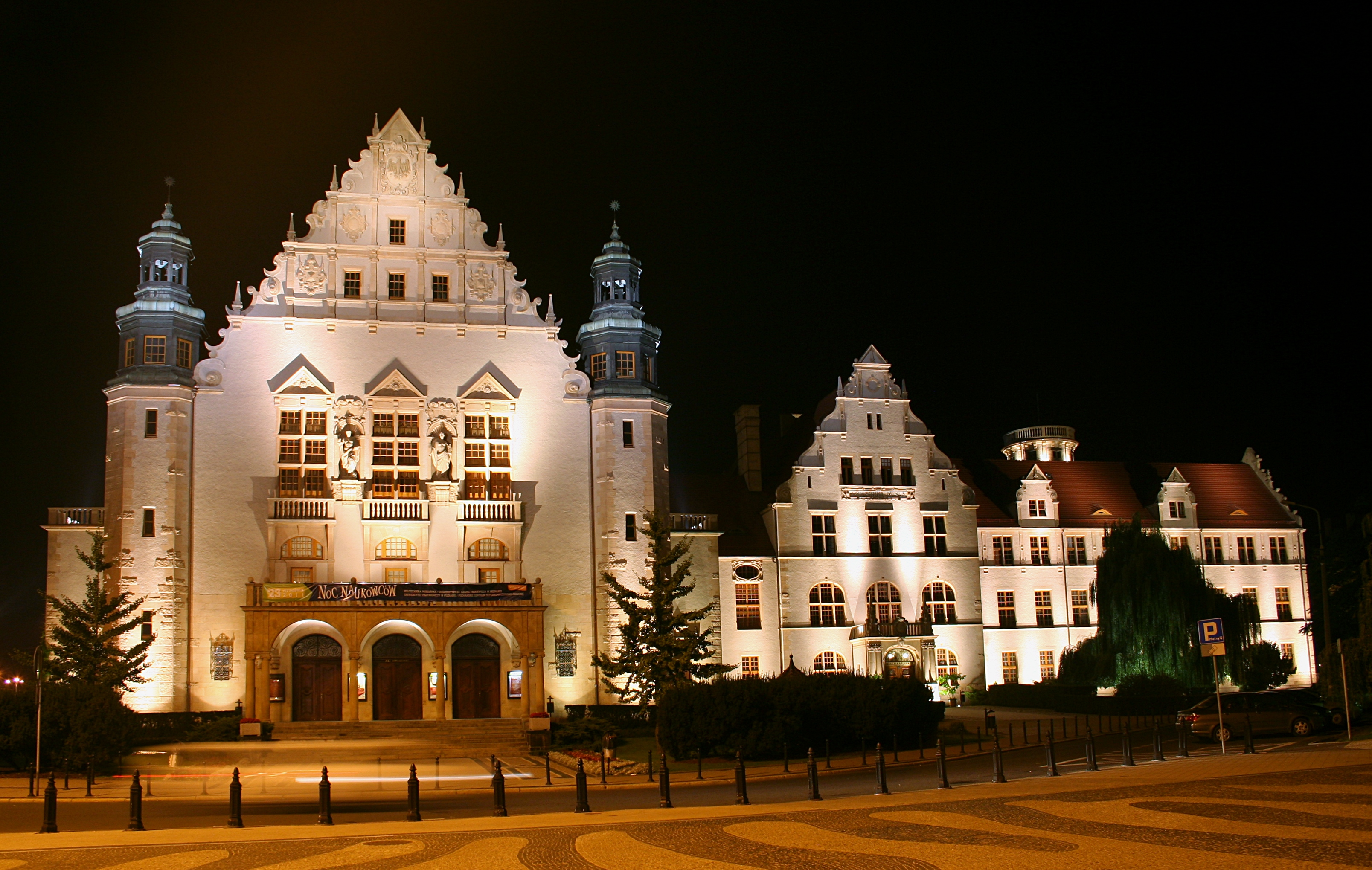
Collegium Minus di notte
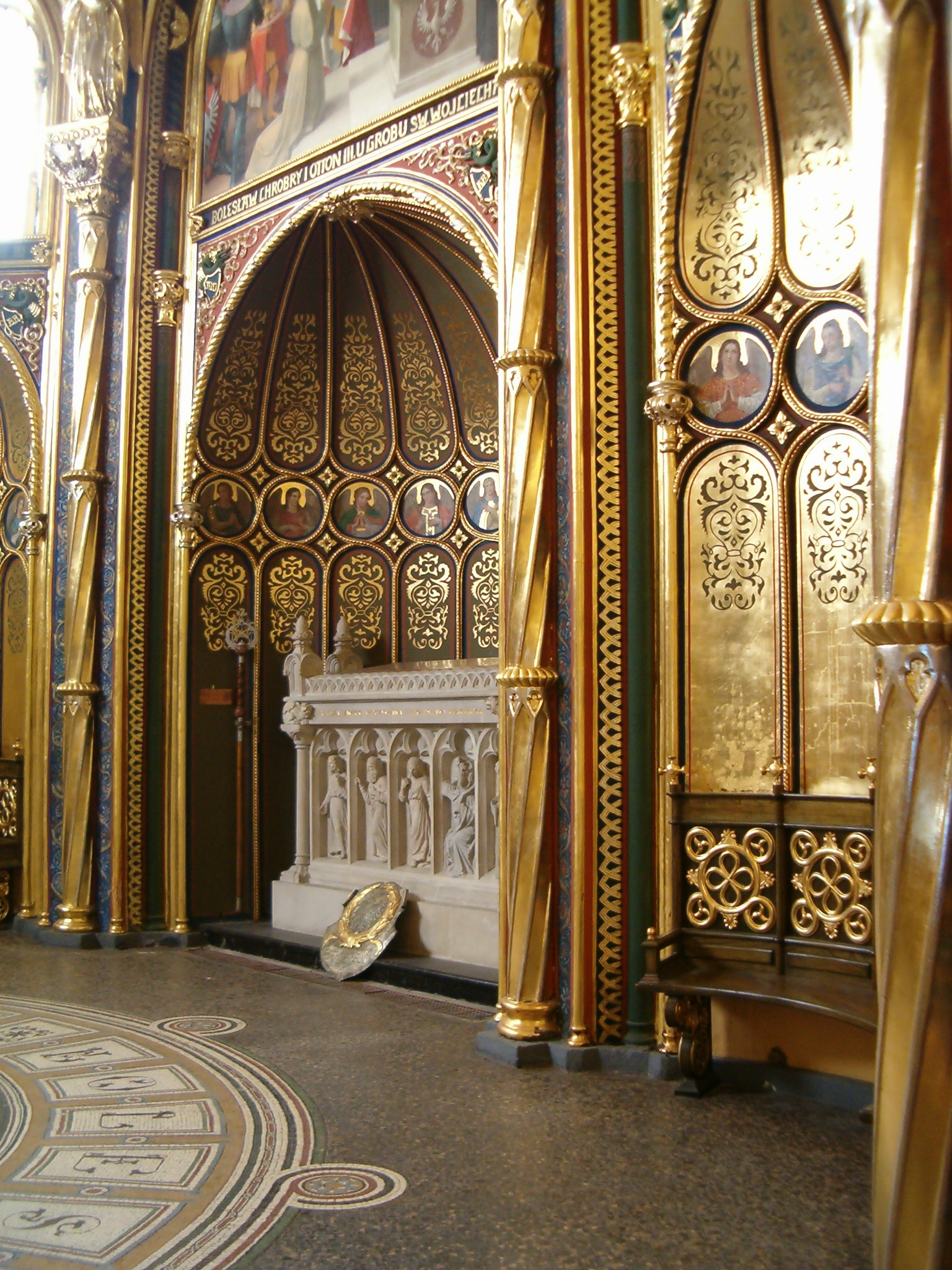
Tomba di Miecislao I e Boleslao I (Cappella D'oro)
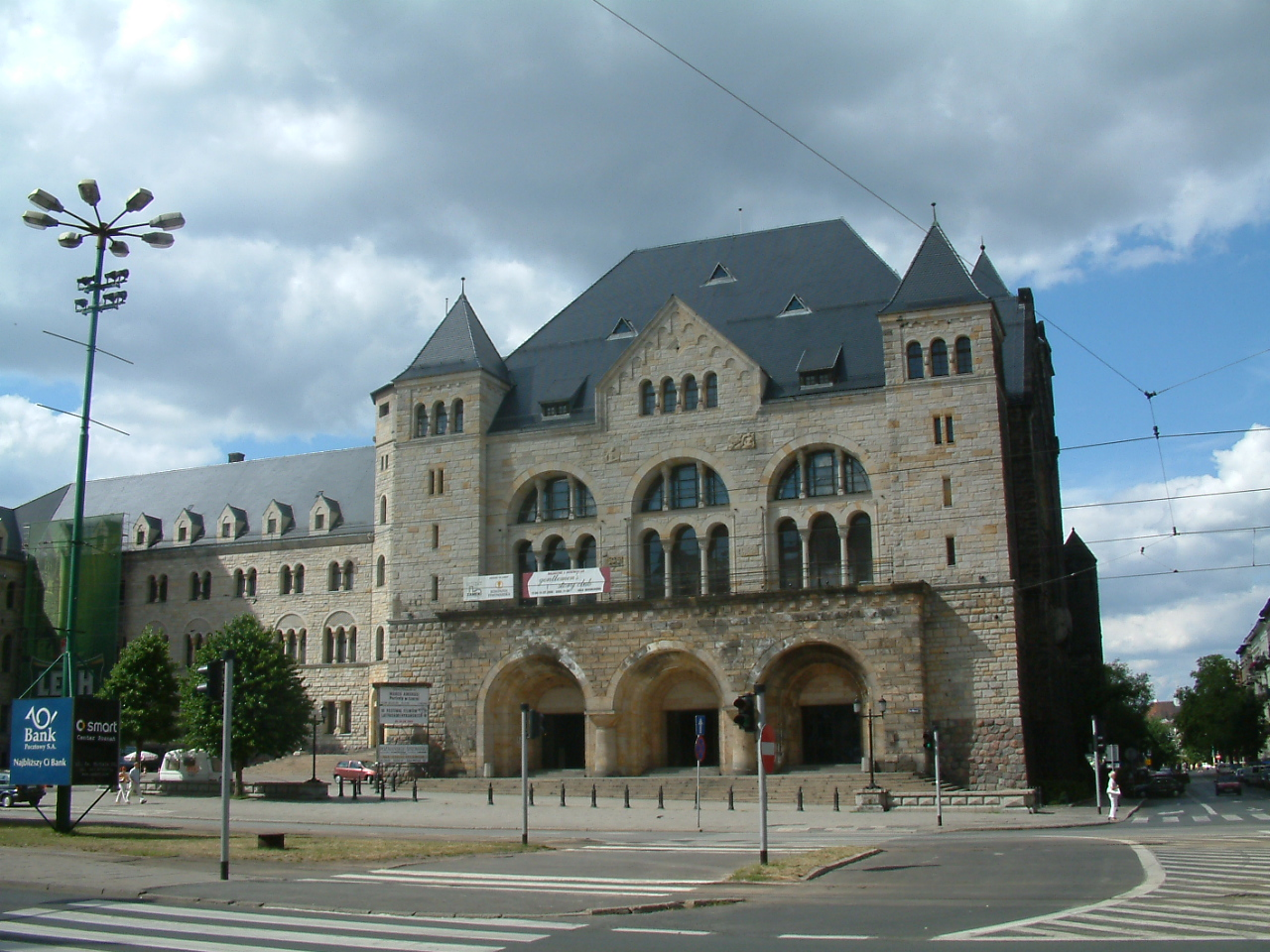
Castello Imperiale
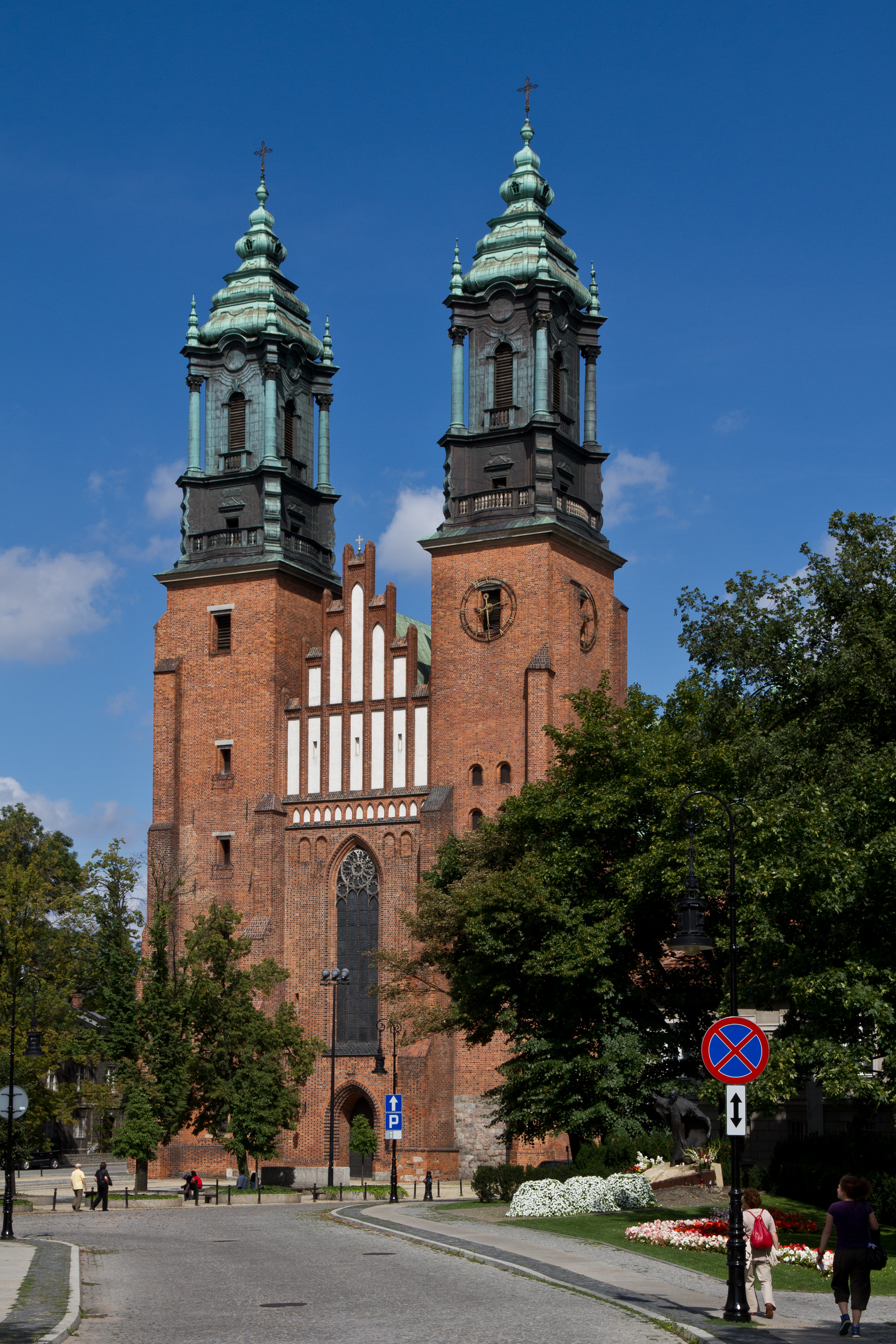
Cattedrale di San Pietro e San Paolo
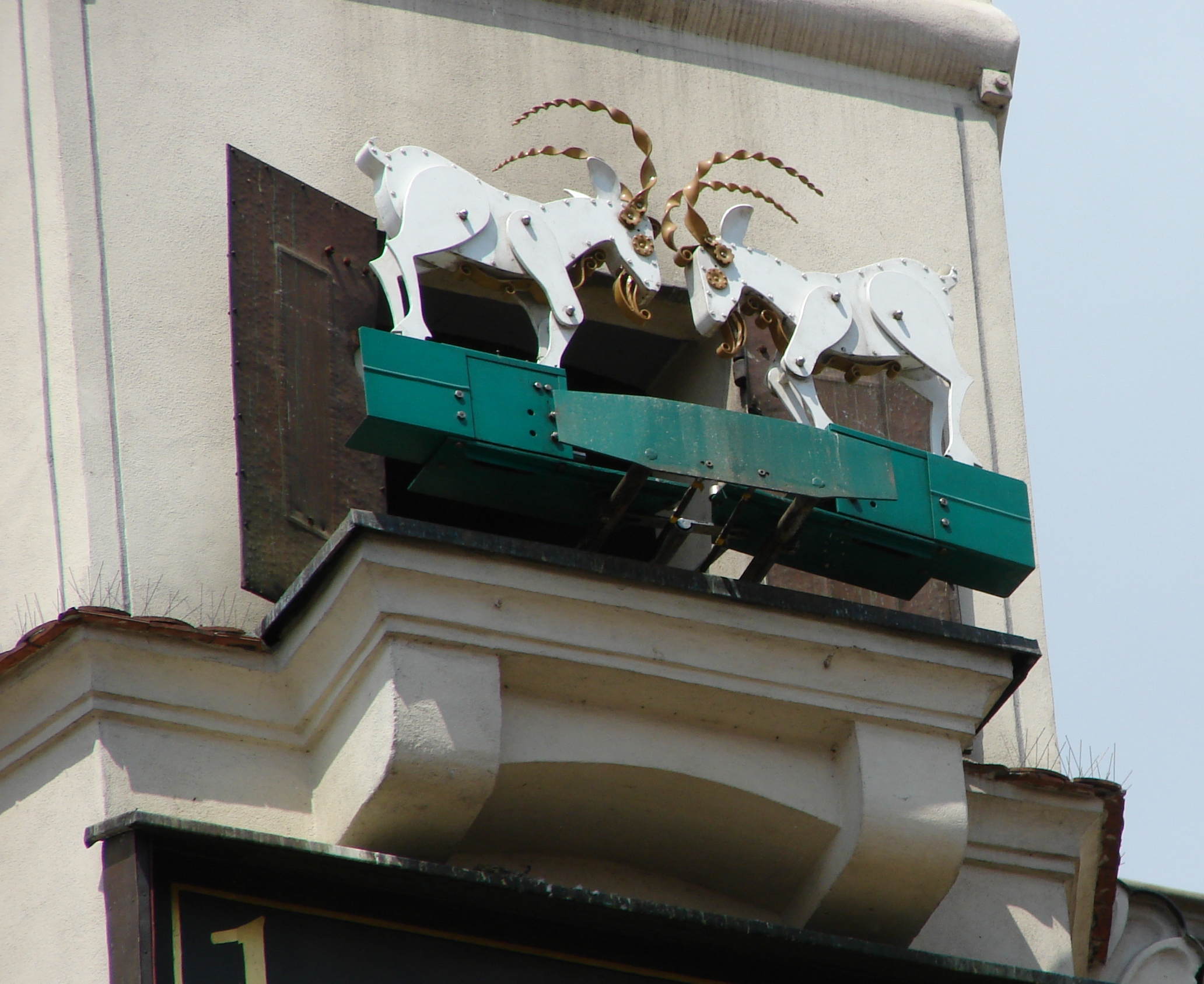
Capre sulla torre del municipio
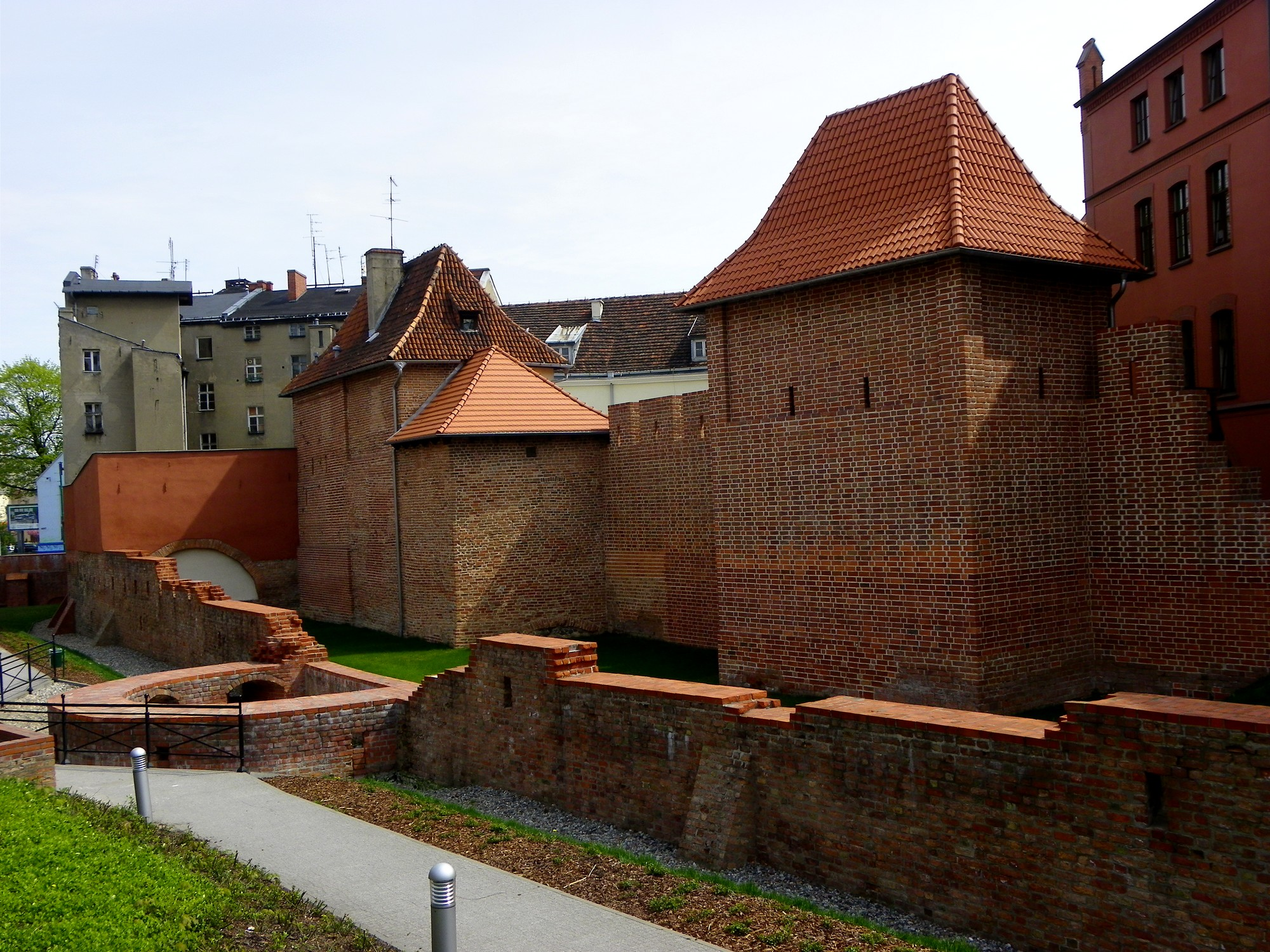
Cinta muraria
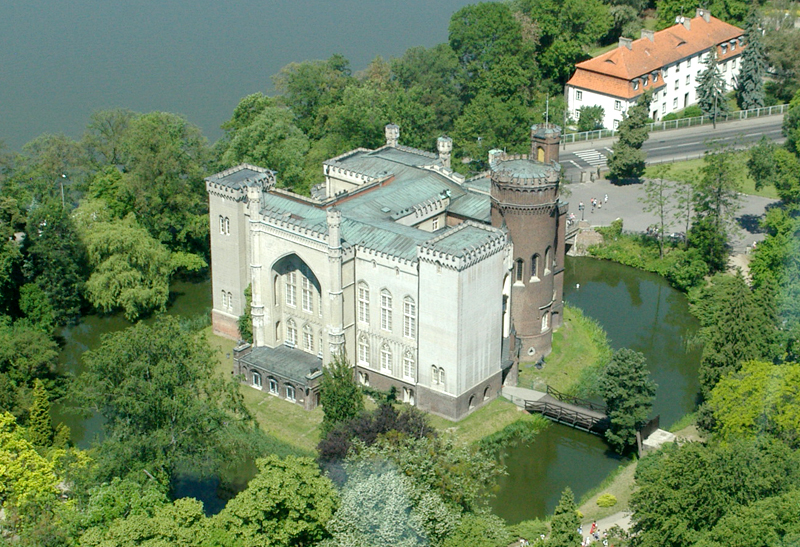
Castello di Kórnik
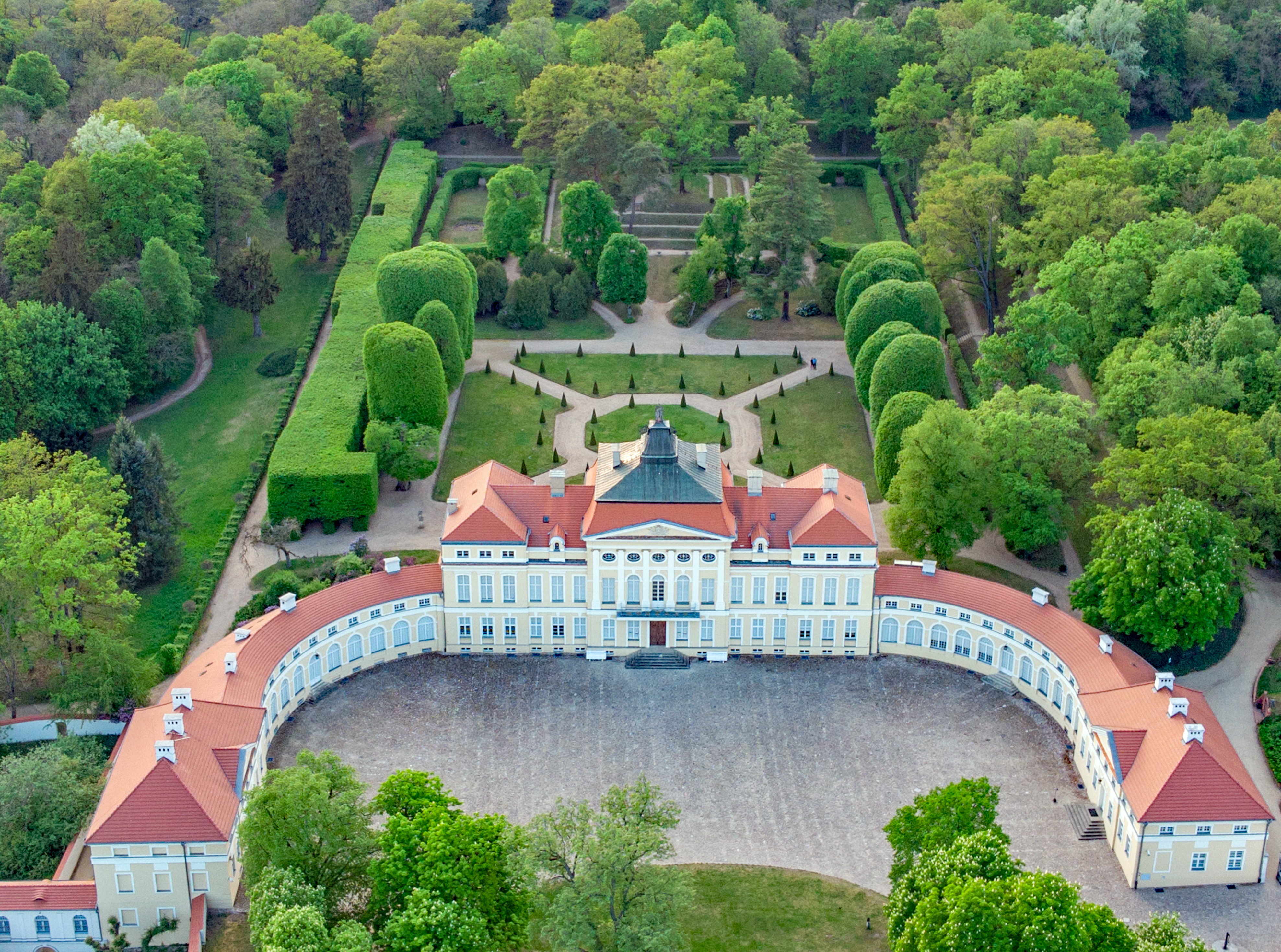
Palazzo di Rogalin
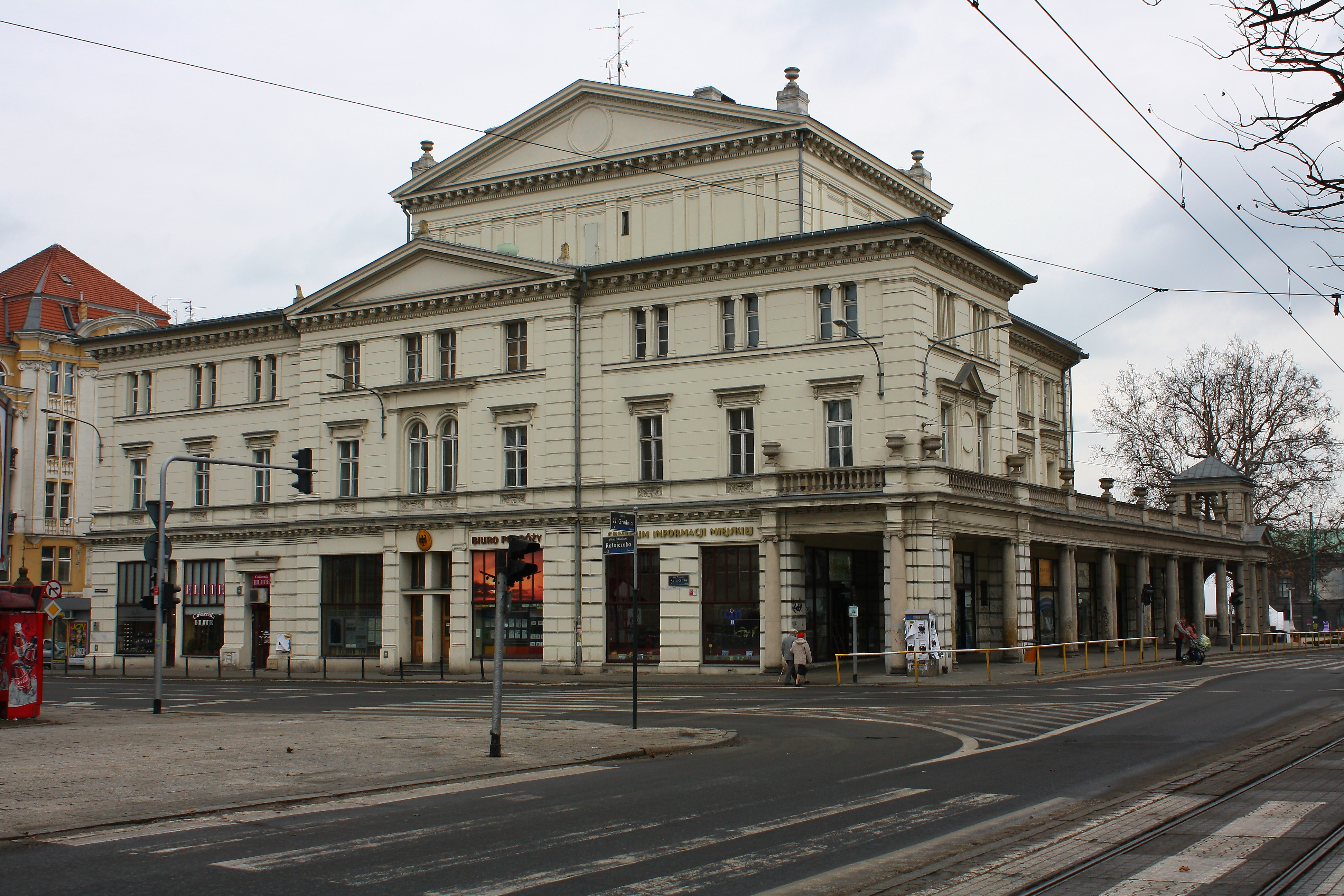
Teatro Arkadia
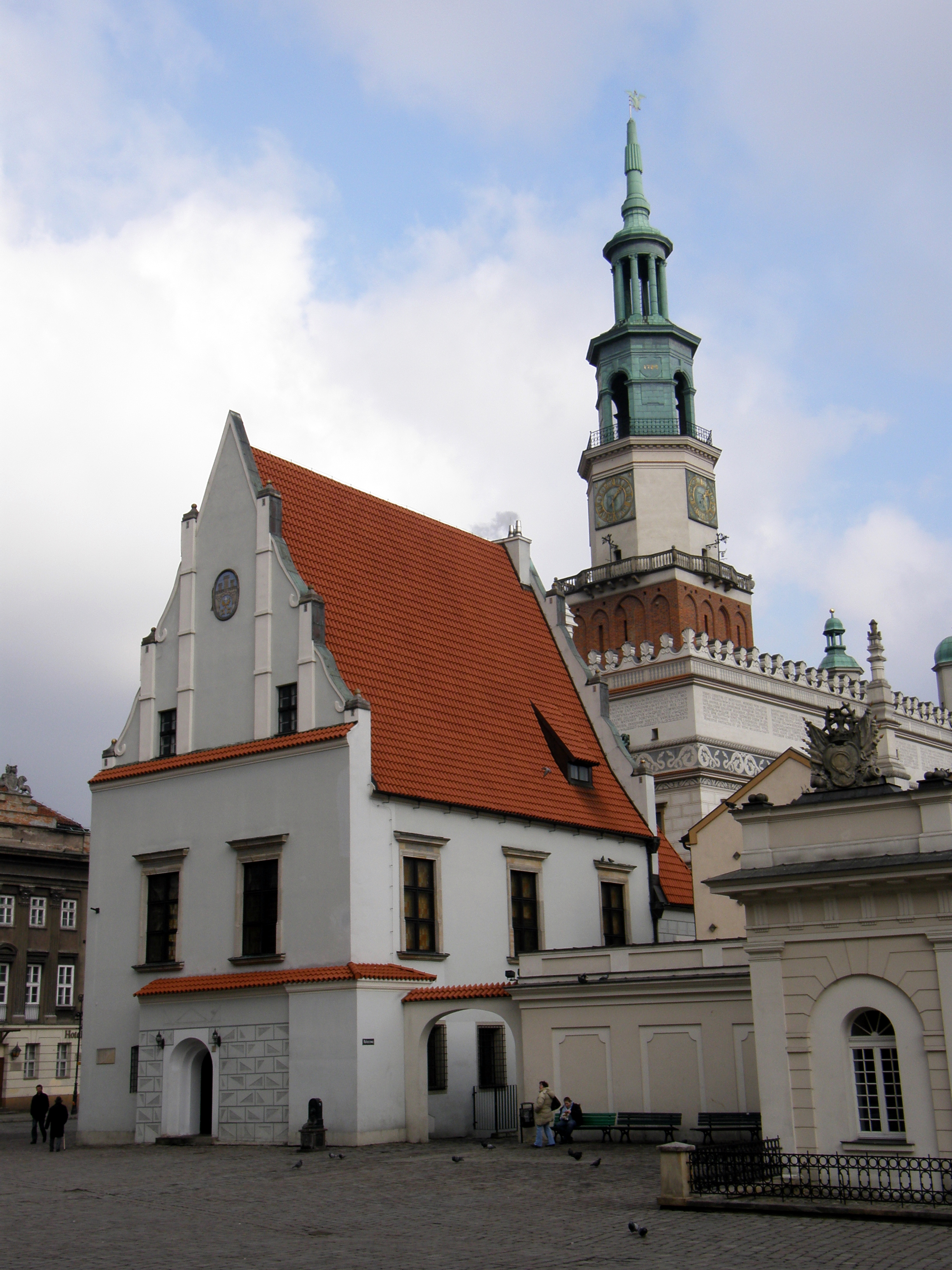
Bilancia cittadina
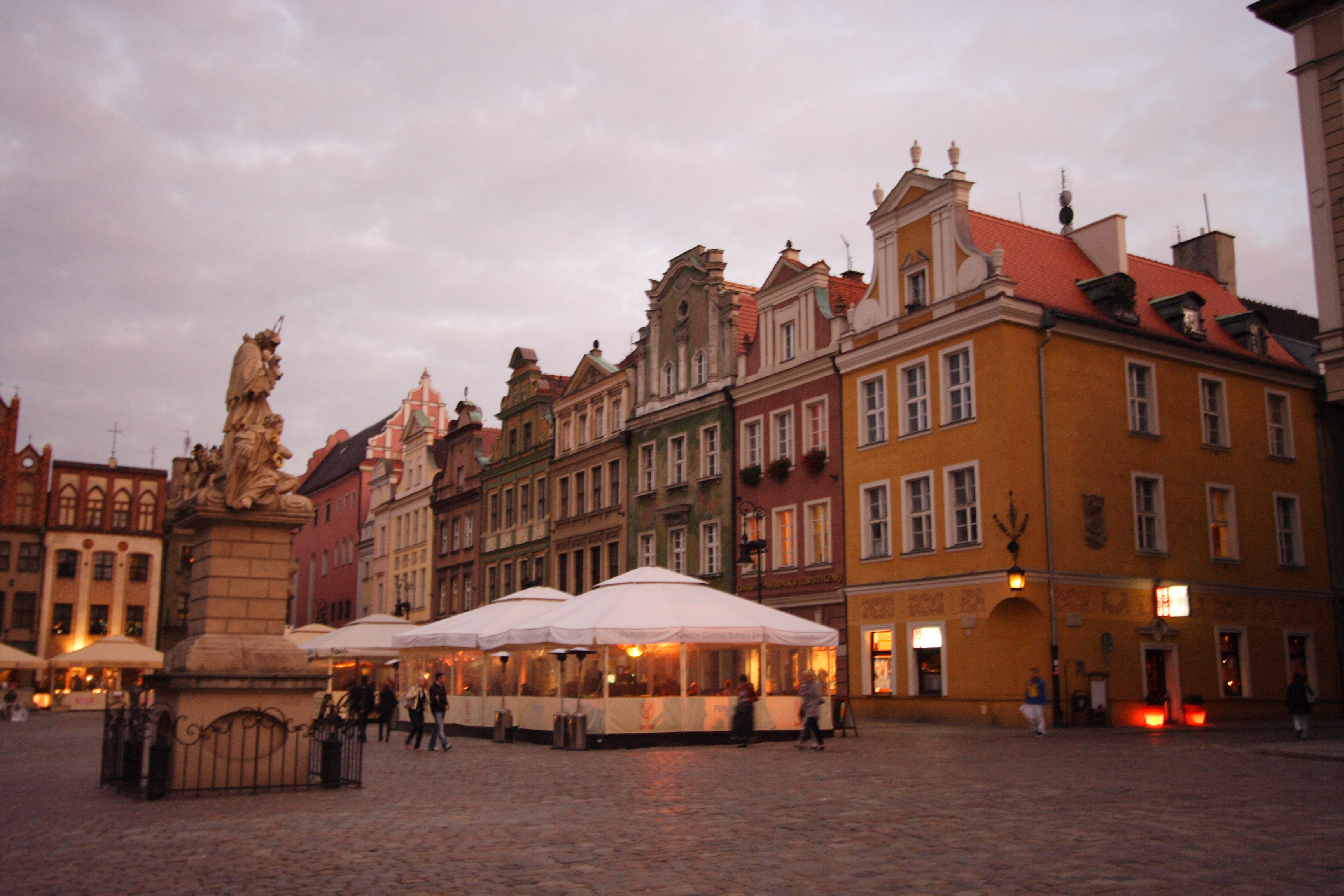
Piazza del Mercato Vecchio
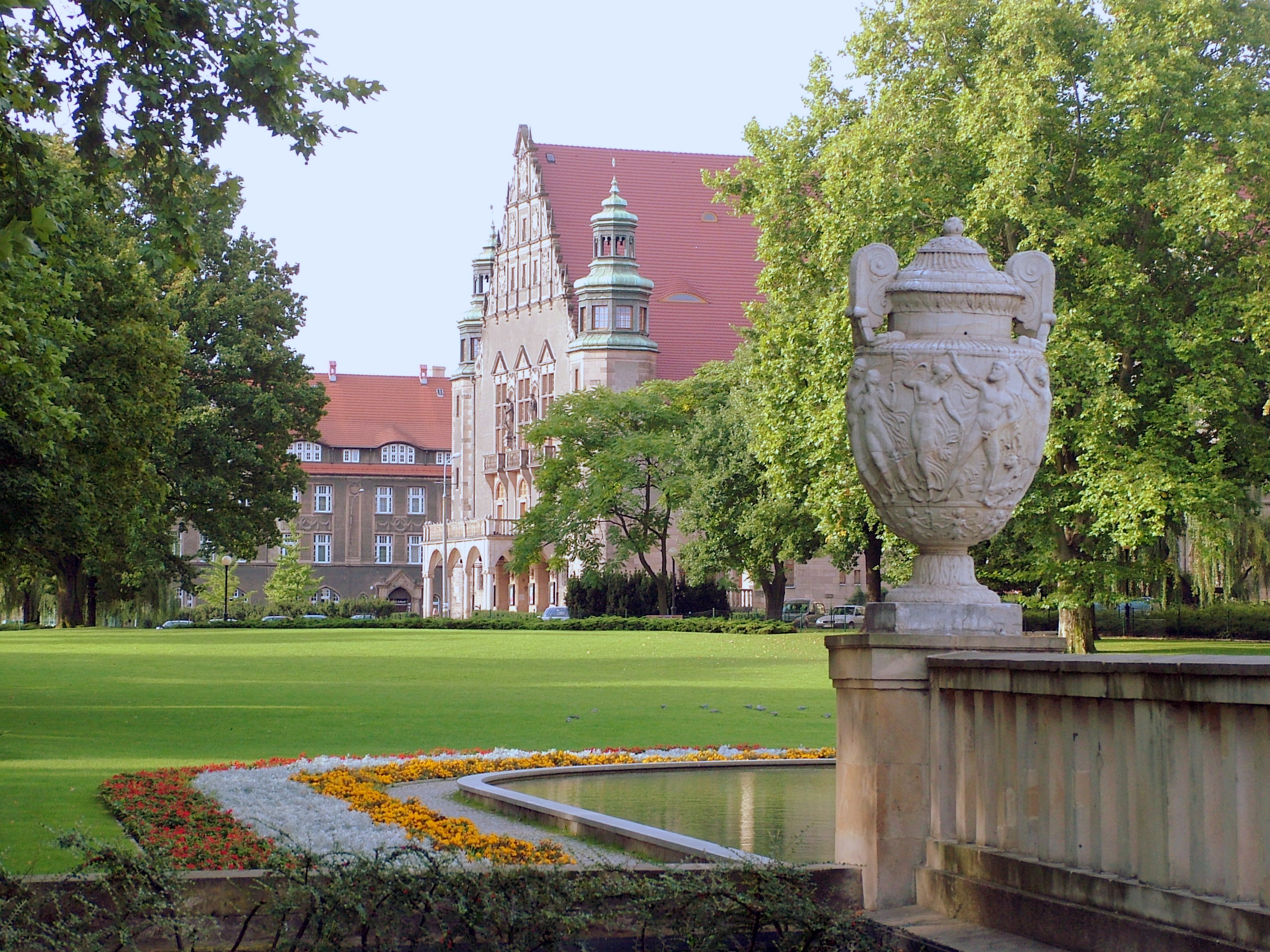
Parco del Collegium Minus
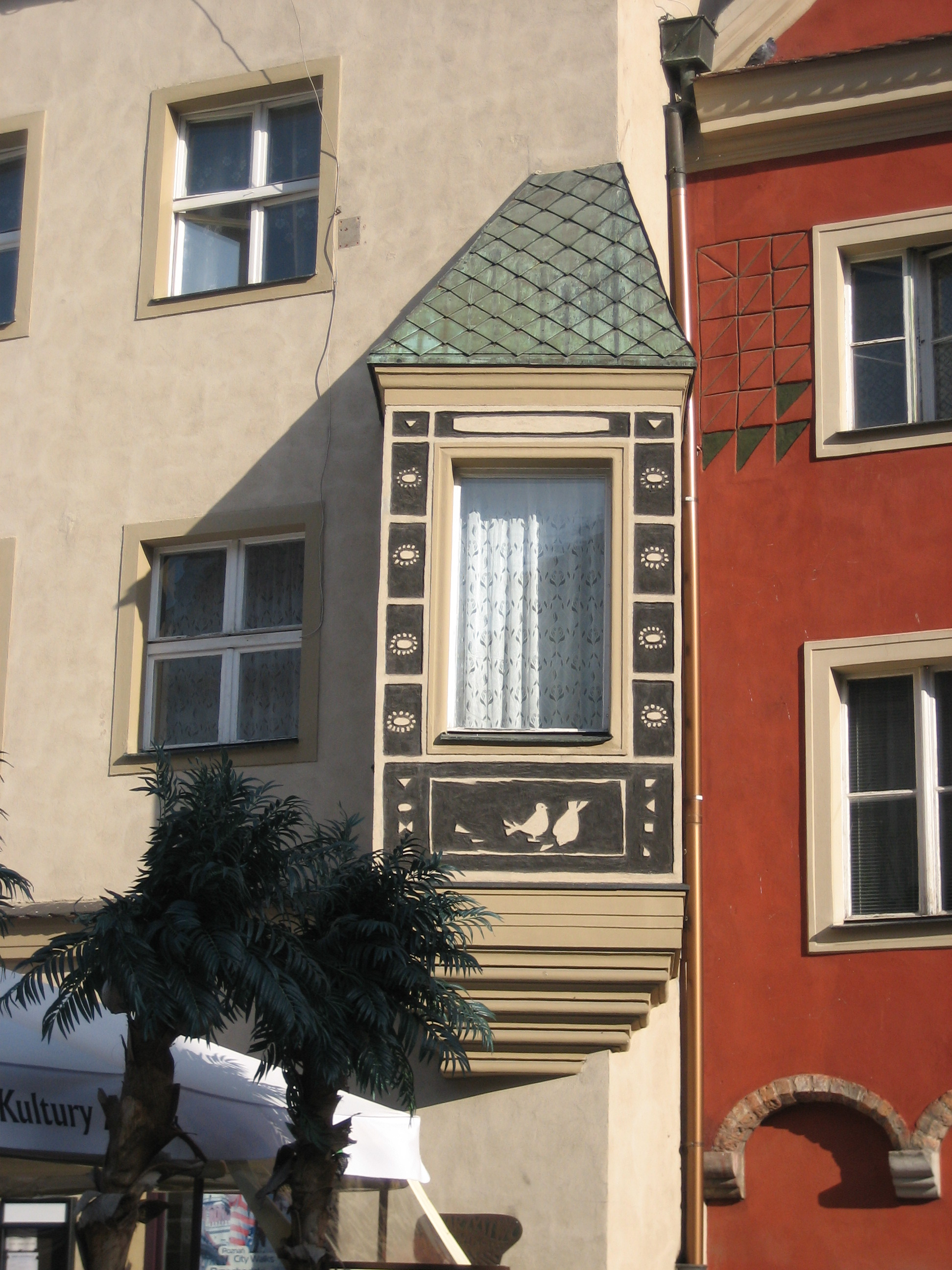
Tipico bovindo a Poznań
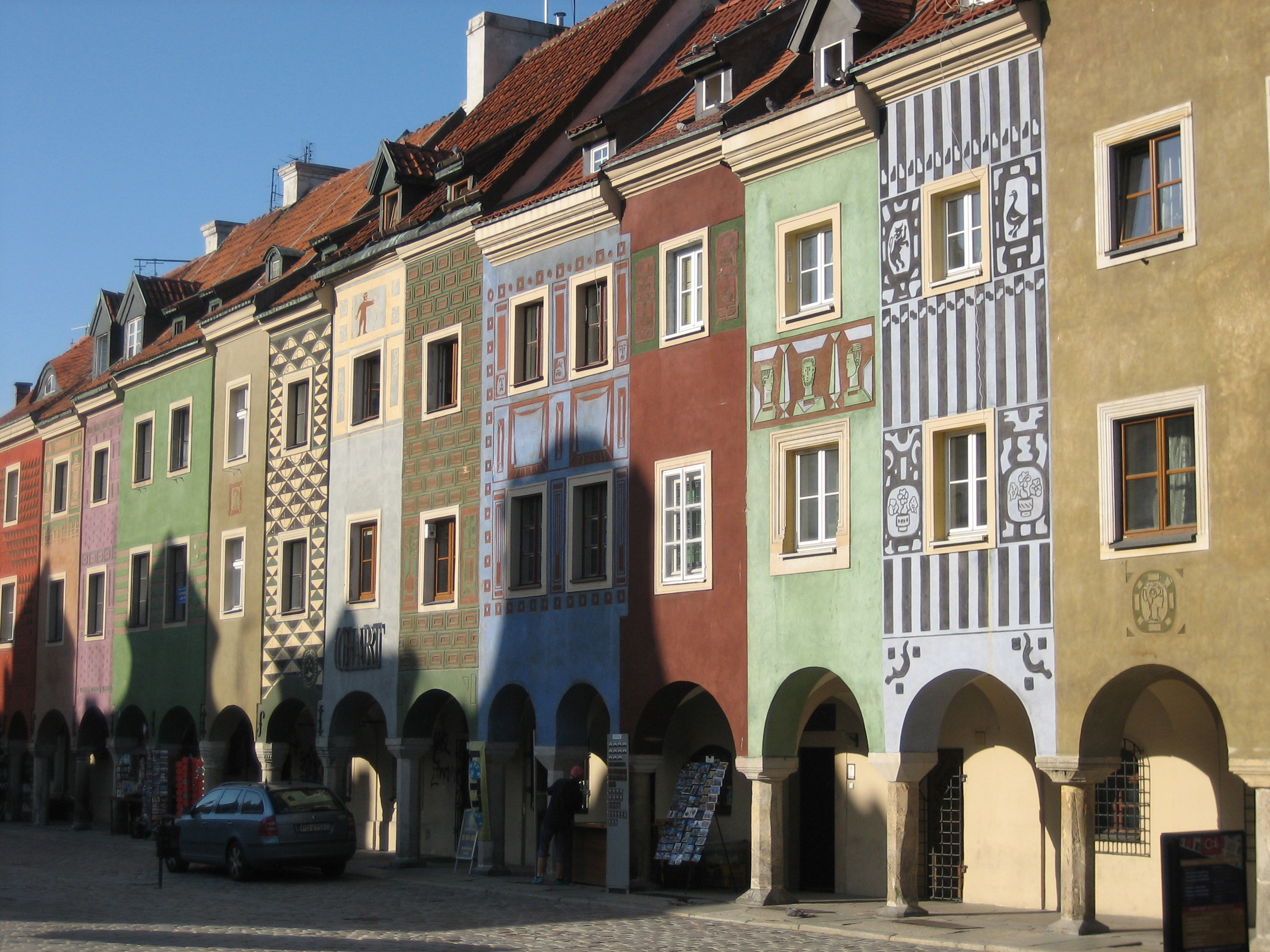
Le case della Piazza del Mercato
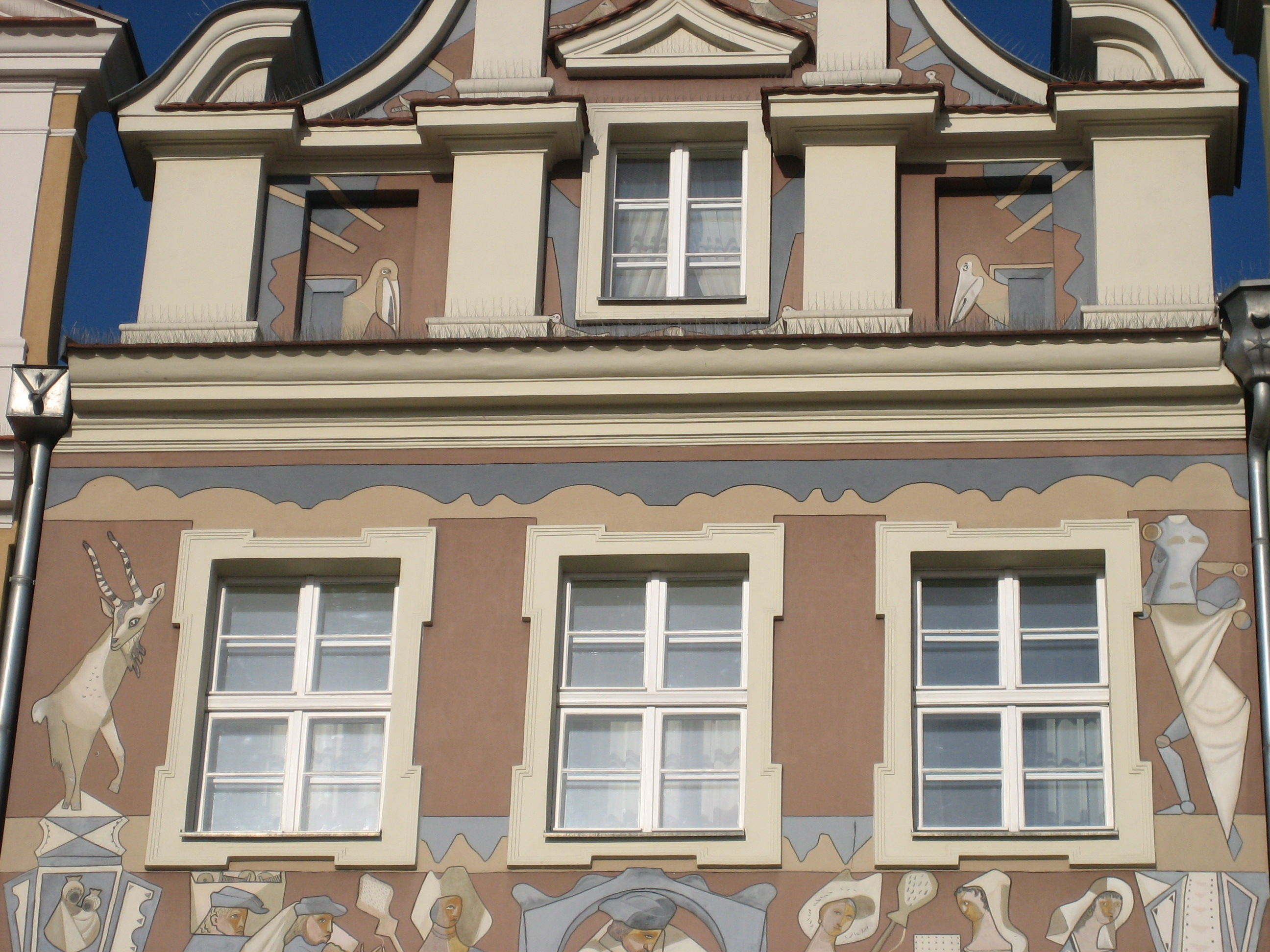
Casa nella Piazza del Mercato
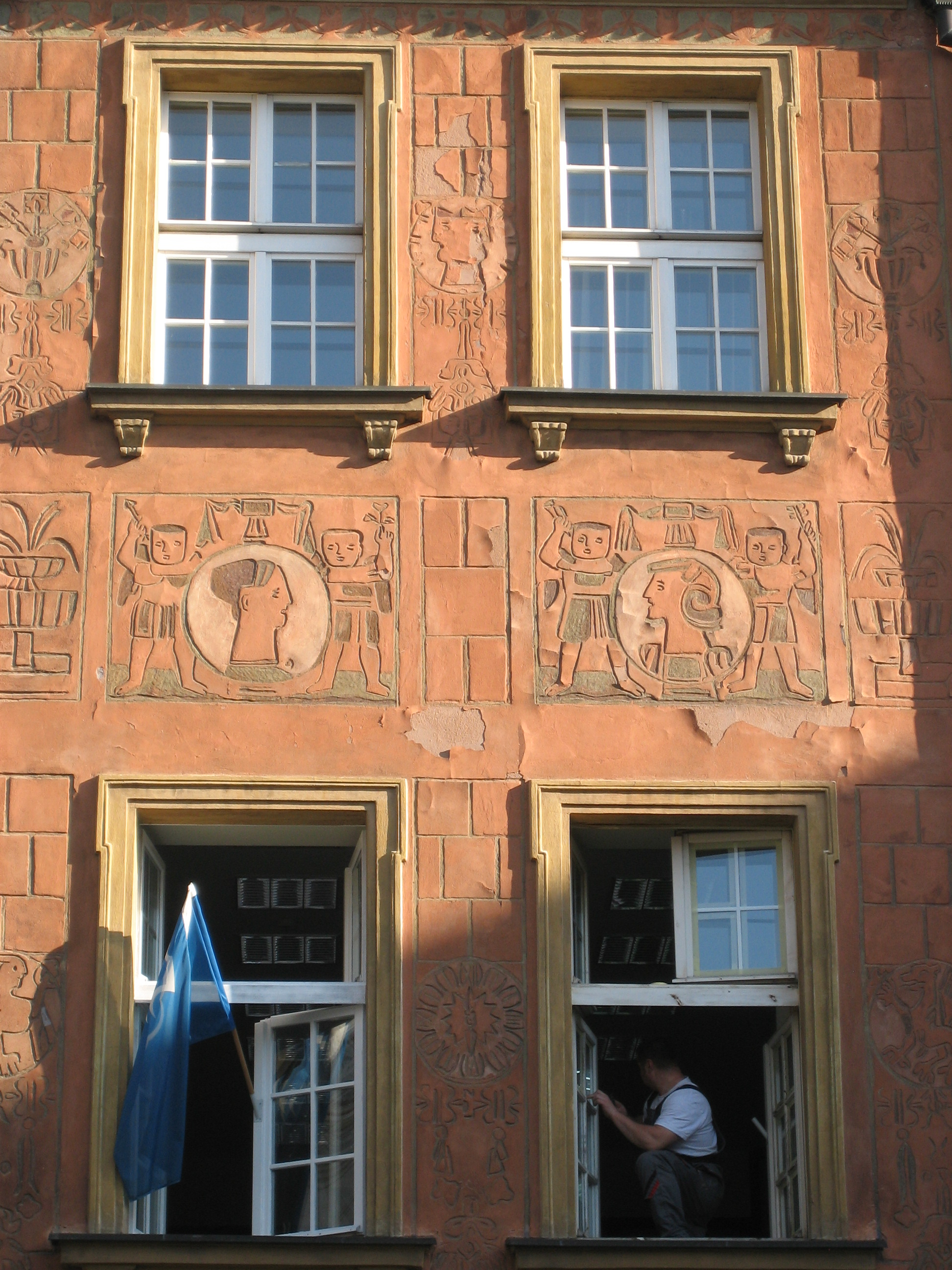
Particolare casa in Piazza del Mercato
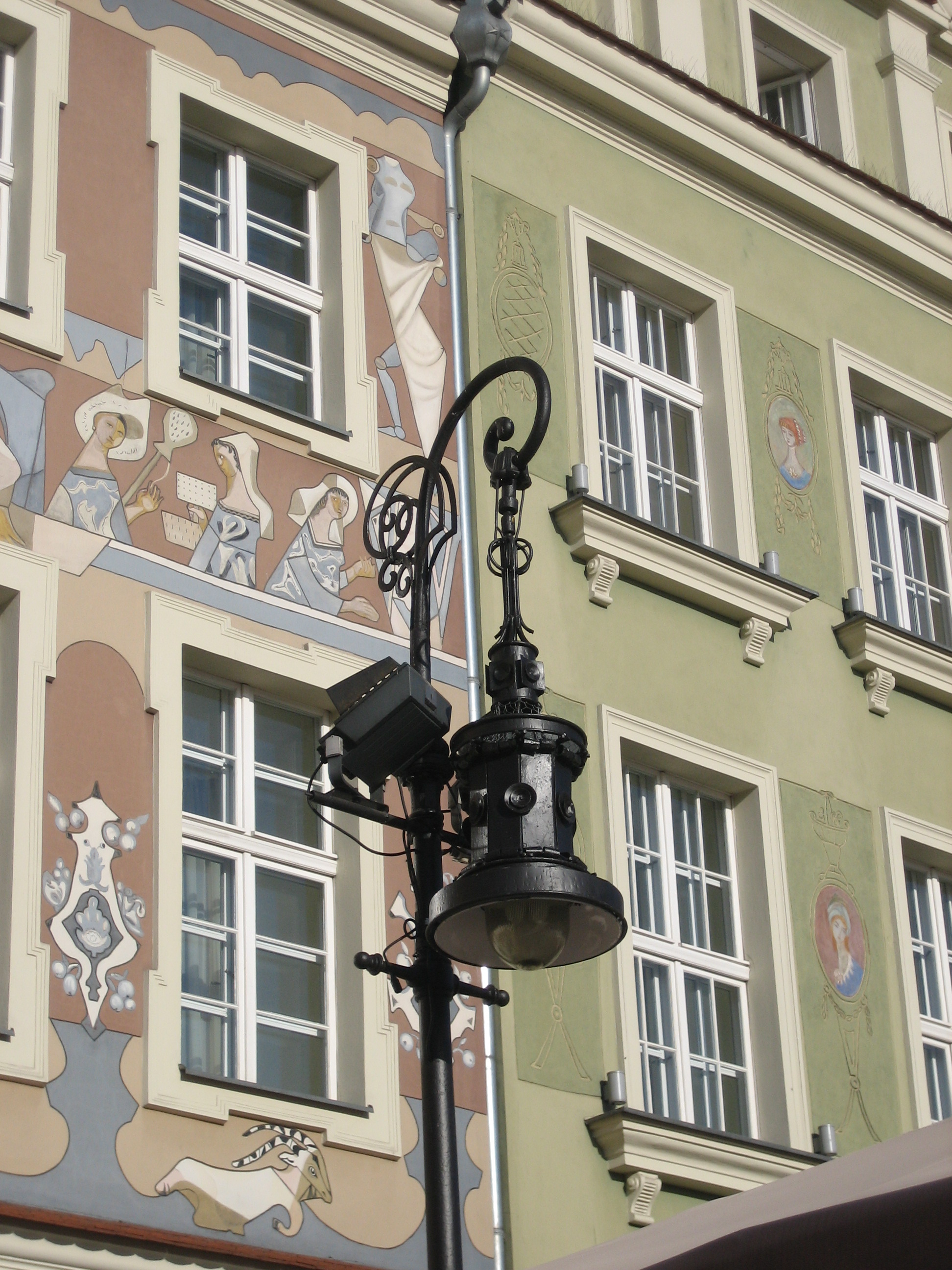
Un particolare della Piazza del Mercato